# Liste der Kulturdenkmale in Weischlitz

Wappen von Weischlitz

In der Liste der Kulturdenkmale in Weischlitz sind die Kulturdenkmale der Gemeinde Weischlitz verzeichnet, die bis September 2024 vom Landesamt für Denkmalpflege Sachsen erfasst wurden (ohne archäologische Kulturdenkmale). Die Anmerkungen sind zu beachten.
Diese Aufzählung ist eine Teilmenge der Liste der Kulturdenkmale im Vogtlandkreis.

## Weischlitz
| Bild                                    | Bezeichnung | Lage                                                | Datierung                  | Beschreibung | ID       |
| --------------------------------------- | --- | --------------------------------------------------- | -------------------------- | --- | -------- |
| Direkt Bild zu diesem Denkmal hochladen | Grabstelle (Grabholz) | (Gemarkung Oberweischlitz, Flurstück 449) (Karte)   | Ende 19. Jahrhundert       | Alte Dorflage Rosenberg, ortshistorische Bedeutung im Zusammenhang mit dem ehemaligen Herrenhaus. Mit Sandsteinquadern und schmiedeeisernem Gitter eingefriedete Anlage mit mehreren Grabstellen, unidentifizierbare Inschriften, teilweise beschädigte und umgestürzte Gitter und Grabsteine. | 09231852 |
| Weitere Bilder                          | Postmeilensäule | (Gemarkung Oberweischlitz, Flurstück 131/3) (Karte) | Bezeichnet mit 1725        | Kursächsische Postmeilensäulen (Sachgesamtheit); alte Ortslage Rosenberg, Viertelmeilenstein, vermessungs- und verkehrsgeschichtliche Bedeutung. Meilenstein ist aus der Gemarkung Plauen-Messbach hierher umgesetzt worden. | 09300272 |
| Weitere Bilder                          | Zwei Wirtschaftsgebäude und Einfriedung des ehemaligen Rittergutes                                                       | Am Alten Gut 1, 2 (Karte)                           | 18. Jahrhundert            | Beide Gebäude mit Fachwerk-Obergeschoss, reiches fränkisches Fachwerk, von ortsgeschichtlicher und besonderer bauhistorischer Bedeutung. - Ehemaliger Stall: zwei Geschosse, Erdgeschoss massiv mit Stalleinbau, Obergeschoss reiches fränkisches Fachwerk (zum Beispiel Andreaskreuze, Rauten), Satteldach mit Schieferdeckung - Zweites Wirtschaftsgebäude: zwei Geschosse, Erdgeschoss Bruchstein verputzt, Obergeschoss Fachwerk (siehe oben) | 09231853 |
| Weitere Bilder                          | Herrenhaus des ehemaligen Rittergutes                                                                                    | Am Alten Gut 3 (Karte)                              | 1729                       | Einfacher Putzbau mit Mansarddach, Obergeschoss zum Teil in Fachwerk, baugeschichtliche und ortsgeschichtliche Bedeutung, Bruchsteinmauerwerk. Ostflügel: Erdgeschoss massiv, Obergeschoss Fachwerk. Südseite ehemals mit säulengetragenem Altan von 1913. Veränderungen im Innern und Äußeren. | 09231854 |
| Direkt Bild zu diesem Denkmal hochladen | Schulbau | Plauener Straße 11 (Karte)                          | Um 1910                    | Einflüsse des Reformstils, baugeschichtliche und ortsgeschichtliche Bedeutung. Winkelförmiger Bau mit Giebel zur Straße, zwei Geschosse, rechts Treppenhausanbau mit verschiefertem Dach, Satteldach. Sockel: Quadermauerwerk, darüber Putzfassade. Fensterrahmungen aus Porphyrtuff, alte Fenster erhalten, links im Obergeschoss Holzeinbau, Dachreiter (Sirene), im Giebel Uhr und darüber blau-weiß-gemusterte Kacheln. | 09231902 |
| Direkt Bild zu diesem Denkmal hochladen | Mietshaus (Doppelmietshaus mit Nr. 19)                                                                                   | Plauener Straße 17 (Karte)                          | Um 1905                    | Putz-Klinker-Fassade mit Fachwerkgiebel, baugeschichtliche und ortsentwicklungsgeschichtliche Bedeutung. Zwei Geschosse mit Nutzung im Keller, fünf Achsen, Giebel, Krüppelwalmdach, Bruchsteinsockel unverputzt, darüber rote Klinker, im Obergeschoss Wechsel zu Putzfassade, alle Fenster mit Segmentbogen aus roten Klinkern, Mittelrisalit im Giebelabschluss, Schwebegiebel, Schleppgaupe, Traufe mit Zierfachwerk und Klinkerband, giebelseitig Treppenhaus mit Mittelrisalit, original: Öffnung im Sockel, Eingangstüre, sonst Fenster ohne Sprossung. | 09231899 |
| Direkt Bild zu diesem Denkmal hochladen | Mietshaus (Doppelmietshaus mit Nr. 17)                                                                                   | Plauener Straße 19 (Karte)                          | Um 1905                    | Putz-Klinker-Fassade mit Fachwerkgiebel, baugeschichtliche und ortsentwicklungsgeschichtliche Bedeutung. Zwei Geschosse mit Nutzung im Keller, fünf Achsen, Giebel, Krüppelwalmdach, Bruchsteinsockel unverputzt, darüber rote Klinker, rechts ehemaliger Werkstatteinbau (?), im Obergeschoss Wechsel zu Putzfassade, alle Fenster mit Segmentbogen aus roten Klinkern, Mittelrisalit im Giebelabschluss, Schwebegiebel, Schleppgaupe, Traufe mit Zierfachwerk und Klinkerband, giebelseitig Treppenhaus mit Mittelrisalit. Original: Öffnungen im Sockel, Eingangstüren, sonst Fenster ohne Sprossung. | 09231898 |
| Direkt Bild zu diesem Denkmal hochladen | Wohnhaus mit seitlicher Einfriedung                                                                                      | Plauener Straße 40 (Karte)                          | 1920er Jahre               | Sparsam dekorierte Putzfassade mit Bleiglasfenstern und Relief, im traditionalistischen Stil der 1920er Jahre, baugeschichtliche Bedeutung. Zwei Geschosse, Walmdach, Schiefersockel unverputzt, zwei Geschosse Rauputz, ungegliedert mit aufgeputzten profilierten und farbig abgesetzten Fensterfaschen, originale Fenstersprossung beibehalten, Kolossalgliederung der Ecken mit kannelierten Pilastern, links eingeschossiger Eingang mit Putzgliederung, Relief und originaler Eingangstür, rückseitig hölzerner Anbau, Schlepp- und Fledermausgaupe. | 09231895 |
| Weitere Bilder                          | Grundschule Weischlitz                                                                                                   | Schulstraße 5 (Karte)                               | Bezeichnet mit 1905        | Einfache historisierende Klinkerfassade, baugeschichtliche und ortsgeschichtliche Bedeutung. Zwei Geschosse, neun Achsen, Bruchsteinsockel, rote Klinkerfassade, einfach profilierte Kunststein-Fensterrahmung im Erdgeschoss mit Segmentbogen, Mittelrisalit mit hölzernem Vorbau und Inschrifttafel, Krüppelwalmdach, Schleppgaupen, quadratischer Turm mit Uhr (Schieferdeckung). | 09231878 |
| Direkt Bild zu diesem Denkmal hochladen | Katholische Kapelle St. Ulrich (mit Ausstattung)                                                                         | Schwander Straße 17a (Karte)                        | 1936                       | Kleiner Saalbau mit eingezogenem Chor und Dachreiterchen, in landschaftsprägender Hanglage oberhalb des Ortes, baugeschichtlich und ortsgeschichtlich von Bedeutung. Sockel: Diabas Quadermauerwerk. Zweiläufige Treppenanlage, Putzfassade, Rundbogenfenster, Satteldach mit Dachreiter (Kupferhaube). | 09232224 |
| Weitere Bilder                          | Brücke über die Weiße Elster                                                                                             | Taltitzer Straße (Karte)                            | Wesentlich 18. Jahrhundert | Steinbogenbrücke mit fünf Bögen unterschiedlicher Spannweite, verkehrshistorische, städtebauliche und landschaftsprägende Bedeutung. Unverputzter Bau aus Bruchstein, Segmentbögen (Mittelstück: Korbbogen), vermutlich linker Bogen noch mittelalterliche Reste, im 19. Jahrhundert überformt. Diese Brücke ist schon im 13. Jahrhundert als Steinbogenbrücke nachweisbar, im Laufe der Jahrhunderte wurden an der Brücke Reparaturen und Veränderungen verschiedener Art vorgenommen. Wirklich alten Bestand stellen aufgrund der 1945 erfolgten Sprengung nur noch die beiden äußeren Bögen dar. Inwieweit diese Bauwerksteile jedoch aus dem 13. Jahrhundert stammen, ist nicht belegt. Die Gesamtlänge des Bauwerkes beträgt etwa 71,8 m. Der Steinbogenteil, ohne den 1930 angebauten Flutbrückenteil aus Stahlbeton, beträgt 48,7 m. Der Abstand der Stirnmaueraußenkanten beträgt zirka 5 m. | 09231906 |
| Direkt Bild zu diesem Denkmal hochladen | Villa und Remisengebäude                                                                                                 | Taltitzer Straße 17 (Karte)                         | 2. Hälfte 19. Jahrhundert  | Villa mit historistischer Putzfassade, klassizistisch wirkender Baudekor, baugeschichtliche Bedeutung. - Villa: zwei Geschosse verputzt, Erdgeschoss mit Nutung, Fenstergewände aufgeputzt, Obergeschoss über Gesims mit Eckpilastern, Kapitellen, Traufe mehrfach profiliert mit Konsolen, Kunststein-Fensterbekrönung, vorgezogener Mittelrisalit mit Giebelabschluss, gartenseitig vorgezogener Mittelrisalit, rückwärtiger Anbau kein Denkmal, Walmdach mit Satteldachgaupen, störende Veränderungen im Erdgeschoss, ehemaliger Garten erneuert - Remise (Putzfassade): Ziegelbau mit Putzprofilierung und Ladeluke | 09231871 |
| Direkt Bild zu diesem Denkmal hochladen | Ehemalige Poliklinik (Landambulatorium)                                                                                  | Taltitzer Straße 19 (Karte)                         | Um 1954                    | Im traditionalistischen Stil der 1950er Jahre, baugeschichtliche und ortshistorische Bedeutung. Zwei Geschosse, Putzfassade (Sockel: Bruchsteinmauerwerk) unverputzt, darüber Lehmziegelmauerwerk, Walmdach mit Gaupen, erhöhter Treppenhausteil. | 09231872 |
| Weitere Bilder                          | Ehemalige Stickerei (Firma Julius Schneider) mit Verwaltungsgebäude, anschließende Werkhalle sowie Reste der Einfriedung | Taltitzer Straße 52 (Karte)                         | Um 1920                    | Technisches Denkmal, baugeschichtliche und ortsgeschichtliche Bedeutung. - Ehemaliges Verwaltungsgebäude (späterer hinterster Anbau kein Denkmal): Putzfassade mit Putzgliederung, Mittelrisalit mit Giebelbekrönung, Walmdach (Schieferdeckung), seitlich ehemaliger Portaleingang - Werkhalle: zwei Geschosse, gleiche Putzgliederung, später teilweise verändert | 09231876 |
| Direkt Bild zu diesem Denkmal hochladen | Kriegerdenkmal für die Gefallenen des Ersten Weltkrieges                                                                 | Thossener Straße 10 (gegenüber) (Karte)             | Nach 1918                  | In Form einer Brunnenanlage mit Inschrift, ortsgeschichtlich von Bedeutung. Polygonalmauerwerk mit Bosse, giebelförmiger Mittelteil, vermutlich ehemals mit Medaillon, darunter Brunnenbecken mit Inschrift. | 09231883 |
| Direkt Bild zu diesem Denkmal hochladen | Gartenlaube | Untere Burg 2 (neben) (Karte)                       | Anfang 20. Jahrhundert     | Fachwerk-Laube, baugeschichtliche und sozialgeschichtliche Bedeutung | 09231904 |
| Weitere Bilder                          | Empfangsgebäude, Stellwerk W1 und Lokschuppen (Bahnhof Weischlitz)                                                       | Zum Bahnhof 1 (Karte)                               | 1874                       | An der 1875 eröffneten Eisenbahnstrecke Plauen ob Bf–Bad Brambach–Cheb (6270; sä. PE), verkehrsgeschichtlich und eisenbahngeschichtlich von Bedeutung. - Empfangsgebäude: zwei Geschosse, Sockel verputzt, langgestreckter Bau mit zwei quergestellten Eckhäusern, Satteldächer - Mittelstück: zwei Geschosse - Eckbauten: drei Geschosse mit Mittelrisalit, Fensterbekrönung und Rundbogenöffnungen im Erdgeschoss | 09231880 |
| Weitere Bilder                          | Kriegerdenkmal für die Gefallenen des Ersten Weltkrieges                                                                 | Zur Oberen Mühle 1 (neben) (Karte)                  | Nach 1918                  | Ortsgeschichtlich von Bedeutung. Aufgerichteter Bruchstein, Vorderfläche geglättet, skulpierter Kranz (ehemaliges Medaillon), Inschrift auf niedrigem Postament. | 09231866 |
| Direkt Bild zu diesem Denkmal hochladen | Ehemaliges Brauhaus | Zur Oberen Mühle 2 (Karte)                          | 1. Hälfte 19. Jahrhundert  | Zum ehemaligen Rittergut gehörend, baugeschichtliche und ortshistorische Bedeutung. Erdgeschoss massiv (Bruchstein-Mauerwerk, unverputzt), unterkellert, Obergeschoss Fachwerk (besonders kräftige Ständer), Krüppelwalmdach. | 09231868 |

## Dröda
Im Ortsteil Dröda gibt es folgende Kulturdenkmale:
| Bild                                    | Bezeichnung                                                                               | Lage                      | Datierung                          | Beschreibung | ID       |
| --------------------------------------- | ----------------------------------------------------------------------------------------- | ------------------------- | ---------------------------------- | --- | -------- |
| Weitere Bilder                          | Kirche (einschließlich Ausstattung), Kirchhof mit Einfriedung und Grabstelle Ernst Möckel | Feiletalstraße (Karte)    | 1885 (Grabmal); 1886–1887 (Kirche) | Neogotischer Sakralbau, von Christian Schramm entworfen, Grabmal für Kirchschullehrer F. Ernst Möckel (1862–1885), baugeschichtlich und ortsgeschichtlich von Bedeutung. - Kirche: unverputzte Bruchsteinfassade mit Bauzier aus roten Klinkern, neogotische Bauformen, Entwurf von Christian Gottfried Schramm (Dresden) nach Brand 1885, einschiffig eingezogener 5⁄8-Chor mit westlichem Turm, Strebepfeilern, Schieferdeckung - Einfriedung: Gitter - Friedhofsmauer: Bruchstein, Vorgängerbau von 1456 - Grabstelle: F. Ernst Möckel, Kirchschullehrer zu Dröda, Rest des ehemaligen Grabmals mit Postament | 09232121 |
| Direkt Bild zu diesem Denkmal hochladen | Scheune eines Bauernhofes                                                                 | Feiletalstraße 3 (Karte)  | Anfang 19. Jahrhundert             | Seltenes und in weitgehend unverändertem Originalzustand erhaltenes Beispiel ländlicher Bau- und Arbeitsweise von ortshistorischer Bedeutung | 09231863 |
| Direkt Bild zu diesem Denkmal hochladen | Drei Pechpfannen                                                                          | Gartenstraße (Karte)      | 19. Jahrhundert                    | Granittröge bei der ehemaligen Ringwallinsel, dienten zur Gewinnung von Pech, heimatgeschichtlich von Bedeutung. 1973 restauriert, 87 × 88 × 25 cm, rund Durchmesser 120 cm, h: 26 cm, rund Durchmesser 76 cm, h: 25 cm. | 09232119 |
| Direkt Bild zu diesem Denkmal hochladen | Wohnstallhaus, Seitengebäude, Scheune sowie Hofmauer und Taubenhaus eines Bauernhofes     | Zöberner Straße 1 (Karte) | Mitte 19. Jahrhundert              | Landschaftstypische Putzbauten, ortsbildprägende Lage, baugeschichtlich und ortsgeschichtlich von Bedeutung. - Stallgebäude: zwei Geschosse (Putzfassade), Drempelgeschoss, Satteldach mit Schieferdeckung, Satteldachgaupen - Scheune: Segmentbogenöffnungen, zwei Geschosse (Putzfassade), Satteldach - Taubenhaus verbrettert auf hölzerner Säule | 09232125 |

## Geilsdorf
Im Ortsteil Geilsdorf gibt es folgende Kulturdenkmale:
| Bild                                    | Bezeichnung | Lage                              | Datierung | Beschreibung | ID       |
| --------------------------------------- | --- | --------------------------------- | --- | --- | -------- |
|                                         | Schafbrücke über den Kemnitzbach | (Flurstücke 146/1, 151/1) (Karte) | 1652 | Bogenbrücke (Bruchstein), zum Rittergut in Geilsdorf gehörend, baugeschichtlich von Bedeutung | 09232168 |
|                                         | Steinkreuz | (Flurstück 450/3) (Karte)         | Bezeichnet mit 1820; bezeichnet mit 1862                                                                           | Sühnekreuz, Granit, ortsgeschichtlich von Bedeutung. 1,25 km von Großzöbern entfernt, 1915 im Bachbett gefunden, Jahreszahlen eingeritzt, 57 × 61 × 20 cm, früher in der Brücke eingesetzt. | 09232111 |
| Direkt Bild zu diesem Denkmal hochladen | Wohnhaus (Umgebinde), ohne Anbau (Laneckhaus) | Laneckhaus 1 (Karte)              | 1639 | Gebäude mit wechselvoller Geschichte, große ortshistorische Bedeutung, in weiten Teilen unveränderte Originalsubstanz (Umgebinde, Bohlenstube im Erdgeschoss, Obergeschoss verbrettertes Fachwerk), baugeschichtlicher und wissenschaftlich-dokumentarischer Wert. Zwei Geschosse, Sockel Bruchstein. | 09232153 |
| Direkt Bild zu diesem Denkmal hochladen | Trauerhalle und Einfriedung eines Friedhofes | Obere Dorfstraße (Karte)          | Um 1910 | Trauerhalle einfache Klinkerfassade, neuer Friedhof mit Bepflanzung als geschlossene Anlage, ortsgeschichtlich von Bedeutung. Sockel verputzt, Mittelrisalit mit profilierter Traufe im Giebel, drei Segmentbogenöffnungen, seitlich je ein großer Torbogen mit Segmentbogenschluss, Satteldach, Einfriedung zum Teil original (Ziegelmauer mit Pfeilern). | 09232176 |
| Direkt Bild zu diesem Denkmal hochladen | Wohnstallhaus und daran angebaute Scheune eines Bauernhofes                                                                                                  | Obere Dorfstraße 25 (Karte)       | 19. Jahrhundert | Wohnstallhaus mit Fachwerk-Obergeschoss, Scheune verbrettert, weitgehend unverändert erhaltene Hofanlage in ortsbildprägender Lage am Hang, baugeschichtlich von Bedeutung. - Wohnstallhaus: zwei Geschosse, Putzfassade, im Erdgeschoss Blockstube im Innern erhalten (Lehmziegelmauerwerk), Obergeschoss Fachwerk auch Giebelfachwerk, Krüppelwalmdach, Erdgeschoss teilweise Fenster verändert, Terrazzo-Boden, Brunnen, Kellergewölbe (Tonne) - Quergestellte Scheune: zwei Geschosse, teilweise massiv, Obergeschoss verbrettert, Krüppelwalmdach | 09232174 |
| Weitere Bilder                          | Kirche (und Ausstattung) sowie Heiste (mit Treppe) zur Straße, Kirchhof mit Einfriedung, Kirchhofstoren und Reste eines barocken Grabsteins auf dem Kirchhof | Schloßstraße (Karte)              | Im Kern 1487 (Kirche); 1506 (Glocke); 1696 (Kirchturm); Neubau 1832–1834 (Kirche)                                  | Barock-klassizistische Saalkirche mit Westturm, baugeschichtlich, ortsgeschichtlich und ortsbildprägend von Bedeutung. Wohl ursprünglich Gründung des Deutschen Ritterordens (Wallfahrt nach Burgstein). Spätgotische Saalkirche von Ulrich von Sack erbaut, 1696 Turm, 1832–1834 klassizistische Umgestaltung, 1790 Renovierung, 1968/69 Renovierung. Verputzter Bruchsteinbau, 3/8 Chorschluss, Korbbogenfenster, Westturm mit Welscher Haube und Laterne, zweigeschossige Emporen, Patronatslogen. Orgel: 1834 Christian Friedrich Polster (Erlbach). Glocke: 1506 Max Rosenberger. Im Friedhof Reste eines barocken Grabsteins mit Kartusche und Inschrift, skulpiert, zerbrochen. | 09232146 |
| Direkt Bild zu diesem Denkmal hochladen | Ehemaliges Kirchenforstamt | Schloßstraße 1 (Karte)            | 2. Hälfte 19. Jahrhundert                                                                                          | Schlichter Putzbau, Walmdach mit kleinen Gauben, weitgehend unveränderter Bau im Ensemble mit Pfarrhaus, in markanter Straßenlage, ortshistorische Bedeutung. Steht auf den Fundamenten des ursprünglichen Pfarrhauses (Brand vor 1834), Reste erhalten (gewölbter Keller, Mauern), Erdgeschoss massiv (verputzt), Obergeschoss verputztes Fachwerk erhalten, Walmdach mit altdeutscher Schieferdeckung und Gauben. | 09232155 |
| Direkt Bild zu diesem Denkmal hochladen | Pfarrhof mit Pfarrhaus und daran angebautem winkelförmigem Seitengebäude                                                                                     | Schloßstraße 2 (Karte)            | Um 1800 (Seitengebäude); 1834 (Pfarrhaus)                                                                          | Schlichte Putzfassade, Pfarrhaus Walmdach mit kleinen Gauben, geschlossen erhaltenes Ensemble in unveränderter Originalsubstanz, straßenbildprägende Lage, ortshistorische Bedeutung | 09232148 |
| Weitere Bilder                          | Rittergut und Schlossruine Geilsdorf (Sachgesamtheit) | Schloßstraße 3, 4 (Karte)         | Im Kern 14. Jahrhundert (Burg); 1667 (Umbau zum Schloss); 18. Jahrhundert (Rittergut); um 1900 (Gutsverwalterhaus) | Sachgesamtheit Rittergut und Schlossruine Geilsdorf, mit folgenden Einzeldenkmalen: Herrenhaus und Wirtschaftsgebäude (siehe Einzeldenkmale 09232150), Schlossruine (siehe Einzeldenkmal 09232147), dem Gutspark und dem Gutsverwalterhaus (Sachgesamtheitsteil); Gutsverwalterhaus mit schlichter Ziegelfassade, Wohn- und Wirtschaftsgebäude Putzbauten mit Mansarddach, Ruine des ehemaligen Schlosses (Wasserburg) aus Eckturm und anschließendem Mauerrest, wissenschaftliche und ortsgeschichtliche Bedeutung, ortsbildprägender Wert | 09300778 |
| Direkt Bild zu diesem Denkmal hochladen | Herrenhaus und Wirtschaftsgebäude (Einzeldenkmale zu ID-Nr. 09300778)                                                                                        | Schloßstraße 3, 4 (Karte)         | Mitte 19. Jahrhundert, im Kern wohl älter                                                                          | Einzeldenkmale der Sachgesamtheit Rittergut und Schlossruine Geilsdorf; schlichte Putzbauten mit einheitlichem Mansarddach (Schieferdeckung), von ortsgeschichtlicher Bedeutung. Zweigeschossige dreiseitige Anlage (Putzfassade). Park mit altem Baumbestand. | 09232150 |
|                                         | Schlossruine (Einzeldenkmal zu ID-Nr. 09300778) | Schloßstraße 4 (Karte)            | Im Kern 14. Jahrhundert (Burg); 1667 (Umbau zum Schloss)                                                           | Einzeldenkmal der Sachgesamtheit Rittergut und Schlossruine Geilsdorf; Ruine des ehemaligen Schlosses (Wasserburg) aus Eckturm und anschließendem Mauerrest, nach 1910 allmählicher Verfall zur Ruine, wissenschaftliche und ortsgeschichtliche Bedeutung. Ursprünglich mittelalterliche Wasserburg mit vier Türmen, um 1667 vom Grafen von Tettenbach zum dreigeschossigen Barockschloss umgebaut (vier oktogonale Ecktürme), 1719 erweitert, im 19. Jahrhundert verfallen. Erhalten sind der von einem Wassergraben umgebene Nordturm und ein Rest des anschließenden Ostflügels. Verputztes Bruchsteinmauerwerk (Diabas), Schieferdach.                                             | 09232147 |
| Direkt Bild zu diesem Denkmal hochladen | Scheune der Schmiede Pestel | Schloßstraße 7 (neben) (Karte)    | Ende 19. Jahrhundert                                                                                               | Verbrettertes Wirtschaftsgebäude, straßenbildprägender Bau als Beispiel ländlicher Bauweise, baugeschichtlich von Bedeutung. Zweigeschossiger vollständig verbretterter Bau mit Krüppelwalmdach (Schieferdeckung). | 09232152 |
| Direkt Bild zu diesem Denkmal hochladen | Zwei Kriegerdenkmale für die Gefallenen des Deutsch-Französischen Krieges 1870/1871 und die Gefallenen des Ersten Weltkrieges                                | Schloßstraße 12 (hinter) (Karte)  | Nach 1871; nach 1918                                                                                               | Ortsgeschichtlich von Bedeutung. Grob behauene Steine mit Inschrifttafel, Inschrift „Zur Erinnerung an Deutschlands Einigung, Siege und Frieden. Deutsch-Französischer Krieg 1870 bis 1871. Unseren Helden 1914 – 1918“. | 09232156 |
|                                         | Ehemaliges Wohnstallhaus eines Bauernhofes | Winkel 3 (Karte)                  | Anfang 19. Jahrhundert                                                                                             | In unverändert erhaltener Baugestalt und ortsbildprägender Lage, baugeschichtlich von Bedeutung. Zwei Geschosse, Sockel (Bruchsteinmauerwerk), Erdgeschoss verputzt, Fensteröffnungen später verändert, Obergeschoss verbrettert, darunter Fachwerk erhalten, Krüppelwalmdach unverändert. | 09232151 |

## Grobau
Im Ortsteil Grobau gibt es folgende Kulturdenkmale:
| Bild                                    | Bezeichnung                                              | Lage                      | Datierung       | Beschreibung | ID       |
| --------------------------------------- | -------------------------------------------------------- | ------------------------- | --------------- | --- | -------- |
|                                         | Eisenbahnviadukt                                         | Dorfplatz (Karte)         | 1848            | Natursteinbrücke mit acht Bögen der Bahnstrecke Leipzig–Hof (6362, 6377; sä. LH), baugeschichtlich und eisenbahngeschichtlich von Bedeutung. Strecke 1847 begonnen und 1870 Ausbau beendet, spätere Umbauten, Brücke 154 m lang, 7,90 m hoch, Bruchsteinmauerwerk/Quadermauerwerk, in den Zwickeln der acht Segmentbogen Medaillons. Material: Granit, Diabas, Beton. | 09232186 |
|                                         | Kriegerdenkmal für die Gefallenen des Ersten Weltkrieges | Dorfplatz 6 (bei) (Karte) | 1921            | Ortsgeschichtlich von Bedeutung. Einfacher Sockel aus Bruchstein mit Platte, darüber grob behauener Quarz mit Inschrift „Die Toten mahnen uns“. | 09232184 |
| Direkt Bild zu diesem Denkmal hochladen | Dachstuhl eines Wohnstallhauses                          | Dorfplatz 22 (Karte)      | 18. Jahrhundert | Aufwendige Zimmermannsarbeit (liegender Stuhl mit gerundeten Kopfbändern, Kaiserstuhl und Queraussteifung), hausgeschichtlich von Bedeutung, fünf Gespärre | 09232185 |
| Direkt Bild zu diesem Denkmal hochladen | Ehemalige Vorwerksgebäude                                | Dorfplatz 23 (Karte)      | 19. Jahrhundert | Schlichte Putzfassade, Vorwerk des Gutenfürster Rittergutes, monumentaler Baukörper mit ortshistorischer Bedeutung. Zwei Geschosse, sieben Achsen, ehemals reiche Fassadengliederung mit Putzelementen, Eckquaderung, Eingang mit einfachem Putzgewände, profiliert, Walmdach.                                                                                        | 09232187 |

## Großzöbern
Im Ortsteil Großzöbern gibt es folgende Kulturdenkmale:
| Bild                                    | Bezeichnung | Lage                                                                                | Datierung                                                                               | Beschreibung | ID       |
| --------------------------------------- | --- | ----------------------------------------------------------------------------------- | --------------------------------------------------------------------------------------- | --- | -------- |
| Direkt Bild zu diesem Denkmal hochladen | Schafbrücke über den Kemnitzbach                                                                                | (Gemarkung Geilsdorf, Flurstück 468/3; Gemarkung Großzöbern, Flurstück 395) (Karte) | Um 1800                                                                                 | Einfache Bruchstein-Bogenkonstruktion, baugeschichtlich von Bedeutung | 09232149 |
| Weitere Bilder                          | Kirche (mit Ausstattung), Kirchhof mit Einfriedung und Kriegerdenkmal für die Gefallenen des Ersten Weltkrieges | Krebeser Straße (Karte)                                                             | 1. Hälfte 16. Jahrhundert (Chorturm); 1866 (Wiederaufbau Kirche); 1925 (Kriegerdenkmal) | Einfache Chorturmkirche des 16. Jahrhunderts, im historistischen Stil des 19. Jahrhunderts überformt, Kriegerdenkmal als Findling, baugeschichtlich, ortsgeschichtlich und ortsbildprägend von Bedeutung. - Kirche: Chorturm aus erste Hälfte des 16. Jahrhunderts, Brände 1806 und 1865, Wiederaufbau 1866, Instandsetzung 1972, verputzter Bruchsteinbau, Chorturm quadratischer Grundriss mit verschiefertem konkav geschwungenem Dach und Turmhelm, Rundbogenportal neoromanisch mit eingestellten Säulen, Nordost-Sakristei, innen flachgedeckt, zweigeschossige Empore, Orgel von Karl Eduard Schubert 1874–1876 - Kriegerdenkmal: einfacher Findling mit Inschrift und Tafel, Inschrift „Ihren gefallenen Helden die dankbaren Gemeinden Großzöbern und Berglas“ | 09232129 |
| Direkt Bild zu diesem Denkmal hochladen | Wohnstallhaus und Seitengebäude eines Bauernhofes                                                               | Straße der Solidarität 2 (Karte)                                                    | Anfang 19. Jahrhundert                                                                  | Geschlossenes ortsbildprägendes Ensemble mit Ziegelfassade, zum Teil verbrettert, weitgehend erhaltene Originalsubstanz, baugeschichtlich von Bedeutung. - Wohnstallhaus: zwei Geschosse, Ziegelfassade mit einfacher Gliederung (Segmentbogenfenster, Traufe), zum Teil alte Fenster (Winterfenster) erhalten, Satteldach - Scheune: zwei Geschosse, Erdgeschoss Ziegelmauer mit Segmentbogenfenstern, im Obergeschoss Giebel verbrettert | 09232131 |
| Direkt Bild zu diesem Denkmal hochladen | Wohnhaus (mit Anbau) und daran angebaute Scheune eines Bauernhofes                                              | Straße der Solidarität 3 (Karte)                                                    | 19. Jahrhundert                                                                         | Wohnhaus Obergeschoss Fachwerk, zum Teil verbrettert, im Kern 19. Jahrhundert, Wohnhaus zu Beginn des 20. Jahrhunderts umgebaut zu einem ehemaligen Witwensitz, Scheune verbrettert, straßenbildprägende Gebäude mit ortsgeschichtlicher und baugeschichtlicher Bedeutung. Im Kern 18. Jahrhundert. | 09232132 |

## Gutenfürst
Im Ortsteil Gutenfürst gibt es folgende Kulturdenkmale:

| Bild           | Bezeichnung                | Lage                         | Datierung       | Beschreibung | ID       |
| -------------- | -------------------------- | ---------------------------- | --------------- | --- | -------- |
| Weitere Bilder | Herrenhaus des Rittergutes | Gutenfürster Allee 7 (Karte) | 16. Jahrhundert | Renaissancebau mit vorgezogenem Treppenturm, innerhalb der ehemaligen Gutsanlage, mit wertvoller Ausstattung (Balkendecken), ortshistorische und künstlerische Bedeutung. Zweigeschossig, sieben Achsen, Ostseite vorgezogener Treppenturm mit Welscher Haube und Laterne, 1570 im Besitz von Melchior von Etzdorf, 1588 im Besitz von Hans Dietrich von Feilitzsch. | 09232144 |

## Heinersgrün
Im Ortsteil Heinersgrün gibt es folgende Kulturdenkmale:
| Bild                                    | Bezeichnung                                                                           | Lage                            | Datierung                                                               | Beschreibung | ID       |
| --------------------------------------- | ------------------------------------------------------------------------------------- | ------------------------------- | ----------------------------------------------------------------------- | --- | -------- |
| Weitere Bilder                          | Ehemalige Wallfahrtskapelle St. Clara                                                 | (Flurstück 49) (Karte)          | Im Kern wohl 13. Jahrhundert; überformt 1748                            | Grabkapelle der Familie von Feilitzsch, mittelalterlicher Saalbau mit polygonalem Chorschluss, Westturm mit Barockhaube, in dominanter Lage auf einem Berg außerhalb des Ortes. Verputzter Bruchsteinbau aus dem 13. Jahrhundert, 1748 Umbau gedrungener Westturm mit Glockengeschoss, Barockhaube, Innen: flache Balkendecke, zweigeschossige Betstuben, Kanzelaltar 1746 bezeichnet, Schnitzfigur Petrus aus Hofer Werkstatt um 1500, Apostelfiguren. | 09231861 |
| Weitere Bilder                          | Wachturm an der ehemaligen Staatsgrenze der DDR                                       | (Flurstück 353/1) (Karte)       | 1970er Jahre                                                            | Historische und landschaftsprägende Bedeutung. Quadratischer Turm auf Ziegelsockel, Gussbetonplatten, drei Geschosse, Flachdach mit Geländer, darunter durchfensterte Etage mit Wachfunktion, Eisentreppen. | 09232205 |
| Weitere Bilder                          | Rittergut und Schloss Heinersgrün (Sachgesamtheit)                                    | Am Schloß 7 (Karte)             | Im Kern 12. Jahrhundert; 1921–1922, bezeichnet mit 1921 (Wiederaufbau)  | Sachgesamtheit Rittergut und Schloss Heinersgrün, mit den Einzeldenkmalen: Schloss, Gartenplastik und Ruine eines Rundturmes (siehe Einzeldenkmale 09300781) sowie dem Schlosspark; burgenartiges Schloss, Wiederaufbau und Umbau 1921 nach Brand, Vierturmanlage, runde Ecktürme mit Hauben im Norden, rechteckiger Treppenturm, reiche Ausstattung (Stuckdecken), kunstgeschichtlicher, baukünstlerischer, ortsbildprägender und ortsgeschichtlicher Wert. Seit 1664 ohne Unterbrechung im Besitz derer von Feilitzsch und von Pöhnitz, altes sächsisch-bayrisches Adelsgeschlecht.                                                                                      | 09232134 |
| Direkt Bild zu diesem Denkmal hochladen | Schloss, Gartenplastik und Ruine eines Rundturmes (Einzeldenkmale zu ID-Nr. 09232134) | Am Schloß 7 (Karte)             | Im Kern 12. Jahrhundert; 1921¬–1922, bezeichnet mit 1921 (Wiederaufbau) | Einzeldenkmale der Sachgesamtheit Rittergut und Schloss Heinersgrün; burgenartiges Schloss, Wiederaufbau und Umbau 1921 nach Brand, Vierturmanlage, runde Ecktürme mit Hauben im Norden, rechteckiger Treppenturm, reiche Ausstattung (Stuckdecken), kunstgeschichtlicher, baukünstlerischer, ortsbildprägender und ortsgeschichtlicher Wert. Seit 1664 ohne Unterbrechung im Besitz derer von Feilitzsch und von Pöhnitz, altes sächsisch-bayrisches Adelsgeschlecht. | 09300781 |
| Direkt Bild zu diesem Denkmal hochladen | Wohnstallhaus eines Bauernhofes                                                       | An der Kapelle 3 (Karte)        | 2. Hälfte 19. Jahrhundert                                               | Obergeschoss Fachwerk verschiefert, in ortsbildprägender Lage und weitgehend unveränderter regionaltypischer Gestalt, Beispiel ländlicher Bau- und Lebensweise, baugeschichtlich von Bedeutung. Zwei Geschosse, Sockel/Erdgeschoss verputzt (Bruchstein-Ziegel-Mauerwerk), Obergeschoss seitlich mit Schieferplatten, darunter Fachwerk, Giebel Fachwerk (verputzt), Giebel verschiefert, Satteldach original giebelseitig alte Fenster und alte Verschieferung, Fenster im Erdgeschoss später vergrößert, Stall erhalten. | 09232136 |
| Direkt Bild zu diesem Denkmal hochladen | Wohnhaus und Scheune                                                                  | An der Kapelle 12 (Karte)       | Ende 18. Jahrhundert                                                    | Wohnhaus eingeschossiger Putzbau mit Mansarddach (Eternitdeckung), Nebengebäude in Fachwerkbauweise, einfaches charakteristisches Bauensemble von ortsbildprägender Wirkung in unverändert erhaltener Originalsubstanz, von ortsgeschichtlicher Bedeutung. Wohnhaus traufständig, ein Geschoss verputzt, darunter Fachwerk (?),drei Schleppgaupen, Scheune teilweise massiv, verputzt (Bruchstein, Ziegel) und verbrettert, giebelseitig Fachwerk mit Lehmwellerausfachung (Satteldach). | 09232135 |
| Weitere Bilder                          | Kriegerdenkmal für die Gefallenen des Ersten Weltkrieges                              | An der Kapelle 31 (vor) (Karte) | Nach 1918                                                               | Einfache sich nach unten verjüngende rechteckige Stele mit Inschrift, Kugel und Eisernem Kreuz als Abschluss, ortsgeschichtlicher Wert. Inschrift „Ihren Helden 1914–1918 die dankbare Gemeinde“. | 09232137 |
| Weitere Bilder                          | Ehemaliges Wanderheim/Jugendherberge, angebaut an ein Wohnstallhaus, mit Einfriedung  | An der Kapelle 35 (Karte)       | 18. Jahrhundert (Wohnstallhaus); um 1925 (Jugendherberge)               | Unveränderter Baukörper in ortsbildprägender Straßenlage, älteres Wohnstallhaus in ortstypischer Baugestalt (Fachwerk-Obergeschoss mit Verbretterung), jüngeres Wanderheim mit charakteristischer aufwändiger Holzfassade (Blockbauweise), baugeschichtlich und ortsgeschichtlich von Bedeutung. - Wanderheim: Sockel verputzt, zwei Geschosse, auskragend, Blockbaufassade mit Holzrahmungen der Fenster, originale Fenster, Satteldach (Schieferdeckung) - Wohnstallhaus: zwei Geschosse, Erdgeschoss verputzt und massiv, Obergeschoss Fachwerk und Verbretterung, Giebel auch verbrettert, Satteldach, ehemals zusammen mit benachbartem Neubau als Wanderheim genutzt | 09232141 |
| Direkt Bild zu diesem Denkmal hochladen | Wohnstallhaus eines Bauernhofes                                                       | An der Kapelle 52 (Karte)       | 19. Jahrhundert                                                         | Obergeschoss Fachwerk verbrettert, Erdgeschoss in Lehmbauweise, in unverändert erhaltenem Zustand, markante Lage innerhalb des alten Dorfkernes, baugeschichtlich von Bedeutung. Zwei Geschosse, verputzt, (Bruchsteinmauerwerk), Stall erhalten, Fensteröffnungen später verändert (Ziegel), Obergeschoss und Giebel vollständig verbrettert (Fachwerk), Satteldach mit Schieferdeckung. | 09232140 |

## Kemnitz
Im Ortsteil Kemnitz gibt es folgende Kulturdenkmale:
| Bild                                    | Bezeichnung                                                              | Lage                            | Datierung                        | Beschreibung | ID       |
| --------------------------------------- | ------------------------------------------------------------------------ | ------------------------------- | -------------------------------- | --- | -------- |
| Weitere Bilder                          | Kirche (mit Ausstattung) sowie Kirchhof mit Einfriedung und Kirchhofstor | Am Anger (Karte)                | 1731–1734 (Kirche); 1896 (Orgel) | Barocke Saalkirche mit Ostturm, baugeschichtlich, ortsgeschichtlich und ortsbildprägend von Bedeutung. Restaurierungen: 1816, 1896 und 1992. Verputzter Bruchsteinbau mit östlichem Turm auf quadratischem später achteckigem Grundriss, Welscher Haube und Laterne, flachgedeckt, Emporen, Patronatslogen des Rittergutsbesitzers von der Heydte und von Heinersgrün (Wappen), Kanzelaltar vermutlich von Johann Nikolaus Knoll. Ausstattung unter anderem Patronatslogen, Kelch und Hostienbüchse. | 09232169 |
| Direkt Bild zu diesem Denkmal hochladen | Kriegerdenkmal für die Gefallenen des Ersten Weltkrieges                 | Dehleser Straße 1 (bei) (Karte) | 1925                             | Ortsgeschichtlich von Bedeutung. Einfache Anlage mit Bruchsteinsockel, Granitpostament (bossiert), Stein mit Inschrift „Für Euch. Aus Dankbarkeit“. | 09232170 |

## Kleinzöbern
Im Ortsteil Kleinzöbern gibt es folgendes Kulturdenkmal:
| Bild                                    | Bezeichnung                                                                    | Lage                 | Datierung | Beschreibung | ID       |
| --------------------------------------- | ------------------------------------------------------------------------------ | -------------------- | --- | --- | -------- |
| Direkt Bild zu diesem Denkmal hochladen | Wohnstallhaus mit Kuhstall und Keller, Scheune und Torhaus eines Dreiseithofes | Dorfstraße 2 (Karte) | Bezeichnet mit 1811 (Wohnstallhaus); vermutlich 1. Hälfte 19. Jahrhundert (Torhaus); 1856 (Inschrift am Holzbalken im Inneren) | Wehrhaft geschlossene Hofanlage, die die Arbeits- und Lebensweise vergangener Zeiten veranschaulicht, für das Vogtland typischer Dreikanthof von baugeschichtlicher Bedeutung | 09306897 |

## Kloschwitz
Im Ortsteil Kloschwitz gibt es folgende Kulturdenkmale:
| Bild           | Bezeichnung | Lage                                | Datierung                                                                                                   | Beschreibung | ID       |
| -------------- | --- | ----------------------------------- | --- | --- | -------- |
|                | Pfarrhaus | Kirchberg 4 (Karte)                 | Wahrscheinlich 18. Jahrhundert (Stallgewölbe); Anfang 19. Jahrhundert (Pfarrhaus)                           | Ortsbildprägender Putzbau, im Stallteil Gewölbe, ortsgeschichtlich und baugeschichtlich bedeutend. Zwei Geschosse, Satteldach, Schieferdeckung, linker Teil als Wohnhaus mit Putzfaschen, rechter Teil im Erdgeschoss Stall mit Sterngewölbe, zweischiffig mit Granitpfeiler auf Basis, Gurtbögen, Granitgewände, nach Sanierung: Eingangstüre erhalten, neue Fenster mit Sprossung. | 09231921 |
| Weitere Bilder | Kirche (mit Ausstattung), Kirchhof mit Einfriedungsmauer, Kirchhofstor und Pforte sowie Kriegerdenkmal für die Gefallenen des Ersten Weltkrieges | Kirchberg 6 (Karte)                 | 15. Jahrhundert (Kirche); 1616–1618 nach Brand neu errichtet (Kirche); bezeichnet mit 1925 (Kriegerdenkmal) | Barocke Saalkirche mit eingezogenem Chor und kräftigem Dachreiter, baugeschichtlicher, ortsgeschichtlicher und städtebaulicher Wert. - Kirche: verputzter Bruchsteinbau mit eingezogenem Chor und geradem Schlussstein, Westseite mit hohem Dachreiter und Laterne von 1688; Umbauten Ende 17. Jahrhundert, 18. Jahrhundert; Restaurierungen 1838, 1898, 1900 und 1967 - Ausstattung: barocker Kanzelaltar, klassizistische Taufe, Kruzifix - Kirchhofmauer: teilweise unverputzter Bruchstein. - Kriegerdenkmal: stufenförmige Anlage auf dem Kirchhof mit Findlingen, zentraler Stein grob behauen mit Medaillon und Relief (Namensinschriften), bezeichnet mit „Erbaut 1925“ | 09231919 |
| Weitere Bilder | Ehemalige Weberei | Kloschwitzer Hauptstraße 21 (Karte) | Um 1905 | Gründerzeitliche Putz-Klinker-Fassade, baugeschichtliche und ortsgeschichtliche Bedeutung, zweiteiliger Bau. - linker Flügel: drei Geschosse, Sockel Bruchstein (unverputzt), Glattputz mit markanter Klinkergliederung, um die Fenster aufwändige Traufe aus mehrfachen Klinkerprofilen (Satteldach), eventuell Kontorgebäude - rechter Flügel: langgestreckt, zwei Geschosse, im Erdgeschoss veränderte Fensterformen, sonst auffallend gekuppelt mit ähnlicher Klinkergestaltung | 09231924 |
| Weitere Bilder | Torhaus eines Bauernhofes | Rößnitzer Straße 13 (Karte)         | Bezeichnet mit 1842                                                                                         | Putzbau mit mächtiger Tordurchfahrt, in ortsbildprägender Lage nahe dem Kirchhof, baugeschichtliches Zeugnis. Sockel aus Bruchstein, Ziegelmauerwerk, im Erdgeschoss Fenstergewände mit Granitstein (leicht gefast), Toreinfahrt mit Granitgewände, Kämpfer, Korbbogenöffnung mit Schlussstein und Datierung, darüber gerade Verdachung, granitene Radabweiser, preußische Kappen in der Tordurchfahrt, Hohlbalkendecke, originale Torflügel mit Relief. | 09231922 |

## Kobitzschwalde
Im Ortsteil Kobitzschwalde gibt es folgende Kulturdenkmale:

| Bild           | Bezeichnung                                              | Lage                                 | Datierung | Beschreibung | ID       |
| -------------- | -------------------------------------------------------- | ------------------------------------ | --------- | --- | -------- |
| Weitere Bilder | Kriegerdenkmal für die Gefallenen des Ersten Weltkrieges | Kloschwitzer Allee 9 (neben) (Karte) | 1925      | Granitstein, ortsgeschichtlich von Bedeutung. Behauener Granitstein mit Inschrift, Namenstafel und Rundmedaillon. | 09232231 |

## Krebes
Im Ortsteil Krebes gibt es folgende Kulturdenkmale:
| Bild                                    | Bezeichnung | Lage                                   | Datierung                                                       | Beschreibung | ID       |
| --------------------------------------- | --- | -------------------------------------- | --------------------------------------------------------------- | --- | -------- |
|                                         | Sachgesamtheit Königlich-Sächsische Triangulierung („Europäische Gradmessung im Königreich Sachsen“); Station 158, Kandelstein | Am Kandelhof 7 (hinter) (Karte)        | 1876                                                            | Station 2. Ordnung, vermessungsgeschichtlich und technikgeschichtlich von Bedeutung. Pfeiler auf quadratischem Grundriss, hoher Sockel, Abdeckplatte, Schreiersgrüner Granit, Höhe 1,30 m. Inschrift zum Teil verwittert: „Station/KANDELSTEIN/der/Königl.Sächs./Triangulirung/1876“, steht auf Felsen. Die Station wurde im September 1876 auf dem Kandelstein östlich des Vorwerks Kandelhof errichtet. Der Grundstückseigentümer, Kammerherr von Nauendorff auf Geilsdorf und Schwand, erteilte mit Brief vom 23. August 1876 seine Zustimmung zur Nutzung der Fläche. Die bei Nagel dokumentierte runde Form der Säule ist offensichtlich ein Fehler. Nachdem die Säule Ende der 1990er Jahre umgestürzt worden war, wurde sie zusammen mit einer Informationstafel am 13. Mai 2005 wieder aufgestellt. Die Sichtbeziehungen zu den umliegenden Stationen bestehen heute nicht mehr. | 09305050 |
| Weitere Bilder                          | Jacobikirche (mit Ausstattung), Kirchhof mit Einfriedungsmauer und Grabstein Hermann Vogel                                     | Burgsteinstraße (Karte)                | 1831–1839, im Kern älter (Kirche); 1903 (Orgel); 1921 (Grabmal) | Saalkirche mit Dachreiter, verputzter Bruchsteinbau mit Krüppelwalmdach, in erhöhter Lage mit ortsbildprägender Wirkung, Grabmal grob behauener Naturstein mit bronzener Tafel, baugeschichtlich und ortsgeschichtlich von Bedeutung. Anstelle eines kreuzförmigen Vorgängerbaus von 1432 neu errichtet, Chorabschluss gerade, Dach und Dachreiter (mit Laterne) verschiefert, tiefe Korbbogenfenster, Portalgestaltung, innen Emporen. Barocker Grabstein Sophie Elisabeth Kolb (gestorben 1734) mit Bildnis und Putten. Orgel: Emil Müller 1903. Grabmal für den Maler, Illustrator und Dichter Hermann Vogel (1854–1921): Inschrift „Hier ruht einer, der hatte den Wald so lieb“. | 09232100 |
| Direkt Bild zu diesem Denkmal hochladen | Steinkreuz | Burgsteinstraße (Karte)                | 15./16. Jahrhundert                                             | Regionalhistorische Bedeutung | 09232172 |
| Direkt Bild zu diesem Denkmal hochladen | Pfarrhaus, Seitengebäude und Einfriedung eines Pfarrhofes                                                                      | Burgsteinstraße 1 (Karte)              | 19. Jahrhundert                                                 | Pfarrhaus gut gegliederter Putzbau, Seitengebäude Obergeschoss Fachwerk verbrettert, geschlossen erhaltenes Ensemble in Kirchennähe, straßenbildprägend, ortshistorische Bedeutung. - Pfarramt: rechteckiger zweigeschossiger Baukörper, verputzt (Bruchsteinmauerwerk), kräftiges Kämpferband, Walmdach (Schieferdeckung) - Stall: Bruchsteinmauerwerk unverputzt, Stalleinbau, Tür- und Fenstergewände aus Granit, Obergeschoss verbrettert (Fachwerk erhalten?), Ladetüre, Satteldach - Einfriedung: Bruchsteinmauerwerk unverputzt | 09232171 |
|                                         | Jagd- und Wohnhaus (Hermann-Vogel-Haus), heute Museum, mit Garten                                                              | Burgsteinstraße 5 (Karte)              | 1891–1892; bezeichnet mit 1891                                  | Wohnort des vogtländischen Malerpoeten und Illustrators Hermann Vogel (1854–1921, auch Hermann Vogel-Plauen genannt), Putzbau mit Fachwerk-Obergeschoss, im frühen Heimatstil, von regionalhistorischer und wissenschaftlicher Bedeutung. Baukörper nimmt Bezug auf vogtländische Bautraditionen (Umgebinde, Fachwerk), Sockel Bruchsteinmauerwerk, darüber Putzfassade, im Obergeschoss Zierfachwerk und Umgebindekonstruktion, Satteldach, kleiner Dachreiter, sehr künstlerische Baugestaltung, Anbau als Holzveranda mit Balkon, reicher Holzzierrat von 1907 mit Motiven und Versen. Bezug zum Dichter, sanierter Bau, beherbergt ein Museum zu Leben und Werk Hermann Vogels. | 09232104 |
|                                         | Auszugshaus eines Bauernhofes                                                                                                  | Burgsteinstraße 12 (Karte)             | Bezeichnet mit 1625                                             | Eingeschossiges Gebäude in Blockbauweise, einziges Beispiel dieser Bauart im Ort in weitgehend unveränderter Originalsubstanz, dokumentarische und ortshistorische Bedeutung. Satteldach (Schieferdeckung) teilweise massiv unterfahren, teilweise verbretterter Bohlenbau auf Bruchsteinsockel, Kniestock, hofseitig großer Traufüberstand, Giebel verbrettert, im Erdgeschoss Doppelfenster, guter Erhaltungszustand, 1990–1994 restauriert. Innen: Ausstattung eines Museums zur ländlichen Arbeits- und Lebensweise. | 09232102 |
| Direkt Bild zu diesem Denkmal hochladen | Wohnstallhaus eines Vierseithofes und Taubenhaus im Hof                                                                        | Burgsteinstraße 13 (Karte)             | 1. Hälfte 19. Jahrhundert                                       | Obergeschoss Fachwerk, zum Teil verbrettert, weitgehend unverändertes Erscheinungsbild eines typischen Beispiels ländlicher Bau- und Lebensweise, bemerkenswertes Taubenhaus, baugeschichtlich und wirtschaftsgeschichtlich von Bedeutung. Erdgeschoss massiv und verputzt, Krüppelwalmdach, Giebelfachwerk und Balkenköpfe sichtbar, gestreckter Baukörper und gut saniertes Giebelfachwerk wirken ortsbildprägend und kaum störende Veränderungen im Gesamtbild, Taubenhaus aus geflochtenen Lehmwänden, polygonaler Grundriss, abgekragt auf einer Mittelstütze. | 09232103 |
|                                         | Kriegerdenkmal für die Gefallenen des Ersten Weltkrieges                                                                       | Burgsteinstraße 13 (gegenüber) (Karte) | 1926                                                            | Findling mit Tafel und gestaltetem Metallkranz, ortsgeschichtlich von Bedeutung. Gestaltete Anlage aus mehreren Bruchsteinen mit drei Stufen, mittlerer Findling zur Aufnahme einer Tafel und gestaltetem Metallkranz. | 09232105 |
| Direkt Bild zu diesem Denkmal hochladen | Wohnstallhaus und Scheune eines Bauernhofes                                                                                    | Burgsteinstraße 21 (Karte)             | Um 1800                                                         | Eingeschossiges Wohnstallhaus in Blockbauweise mit Giebelgebinde, Scheune verbrettert, weitgehend unverändertes Erscheinungsbild der vogtlandtypischen Bauart, baugeschichtlich von Bedeutung. - Wohnstallhaus: eingeschossig, Satteldach (Schieferdeckung), teilweise massiv unterfangen (Bruchstein), teilweise verbretterter Bohlenbau auf Bruchsteinsockel, Kniestock, Blockbau mit Giebelgebinde, Giebel, beide verbrettert - Scheune: teilweise massiv, hinterer Teil und Obergeschoss sowie Giebel verbrettert, Satteldach, eingeschossiger hölzerner Freischwinger | 09232107 |
| Direkt Bild zu diesem Denkmal hochladen | Ehemaliges Wohnstallhaus | Schwarzenreuth 1 (Karte)               | Um 1850                                                         | Eingeschossiges Gebäude mit Satteldach, im vorderen Teil Blockbauweise erhalten, Fachwerkgiebel, spätere Anbauten, noch gut erkennbares Beispiel vogtlandtypischer Bauart mit regionalhistorischem Wert | 09232108 |
| Direkt Bild zu diesem Denkmal hochladen | Ehemaliges Wohnstallhaus | Schwarzenreuth 4 (Karte)               | 19. Jahrhundert                                                 | Obergeschoss Fachwerk verbrettert, als typisches Beispiel ländlicher Bau- und Lebensweise ortsbildprägend, baugeschichtlich von Bedeutung. Aus Bruchsteinmauerwerk, verputzt, Satteldach mit Dachziegeln gedeckt. | 09232109 |

## Kröstau
Im Ortsteil Kröstau gibt es folgende Kulturdenkmale:
| Bild           | Bezeichnung                                              | Lage                              | Datierung           | Beschreibung | ID       |
| -------------- | -------------------------------------------------------- | --------------------------------- | ------------------- | --- | -------- |
| Weitere Bilder | Kriegerdenkmal für die Gefallenen des Ersten Weltkrieges | Am Wirtsberg 2 (bei) (Karte)      | 1925                | Ortsgeschichtlich von Bedeutung, grob behauener Bruchstein mit Inschrift | 09232233 |
| Weitere Bilder | Drei Pechpfannen                                         | Kürbitzer Straße 11 (bei) (Karte) | Bezeichnet mit 1754 | Aus Granit, zur Gewinnung von Pech, regionalgeschichtlich von Bedeutung. 90 × 90 × 36, 88 × 85 × 41, 90 × 84 × 40, am alten Standort in der Erde versunken, 1982 restauriert, mit Initialen „W1754“. | 09232098 |

## Kürbitz
Im Ortsteil Kürbitz gibt es folgende Kulturdenkmale:
| Bild                                    | Bezeichnung | Lage                                                            | Datierung | Beschreibung | ID       |
| --------------------------------------- | --- | --------------------------------------------------------------- | --- | --- | -------- |
| Weitere Bilder                          | Straßenbrücke über die Weiße Elster | (Flurstücke 260/10, 235/6) (Karte)                              | Erwähnt 1289, später erneuert | Bogenbrücke mit Alterswert, exemplarische historische Bedeutung. Siebenjochige Steinbogenbrücke, um 1300 erbaut, zunächst vier Steinbögen, später auf sieben Bögen erweitert, 1945 Sprengung und Wiederaufbau in annähernd gleicher Art unter Einbeziehung eines mittelalterlichen Bogens (über Mühlgraben), neuer Teil in regelmäßigem Schichtmauerwerk Naturstein, älterer Bogen in wirrem Verband aus Natursteinen, wichtiges Bauwerk für das Ortsbild. Denkmalwert: regionalhistorische und baugeschichtliche Bedeutung. | 09299664 |
|                                         | Meilenstein | (Flurstücke 585, 588) (Karte)                                   | 19. Jahrhundert | Königlich-Sächsischer Meilenstein, vermessungs- und verkehrsgeschichtliche Bedeutung | 09304664 |
| Weitere Bilder                          | Zwei Pechpfannen und Mühlstein auf dem Kirchplatz | Kirchplatz (Karte)                                              | 19. Jahrhundert | Pechpfannen für die Gewinnung von Schwarzpech, ortsgeschichtlich von Bedeutung. 100 × 85 × 43, 88 × 90 × 40, 1991 restauriert, vom ehemaligen Rittergut. | 09232241 |
| Weitere Bilder                          | Salvatorkirche und Kirchhof Kürbitz (Sachgesamtheit) | Kirchplatz (Karte)                                              | 1624–1626 (Kirche); Anfang 18. Jahrhundert (Kirchhof) | Sachgesamtheit Salvatorkirche und Kirchhof Kürbitz, mit den Einzeldenkmalen: Salvatorkirche (mit Ausstattung), Kirchhofsmauer (darin zwei Schlusssteine und ein Steinkreuz sowie Distanzstein), weiterhin Begräbniskapelle (für die Adelsfamilien von Rosenberg, von Kasten, von Ober- und Unterweischlitz und von Kürbitz), Grabanlage der Familie Feilitzsch sowie Kriegerdenkmal für die Gefallenen des Ersten Weltkrieges (siehe Einzeldenkmalliste - Obj. 09232239), mit dem Sachgesamtheitsteil: begrünter Kirchhof; barocke gotisierende dreischiffige Hallenkirche mit eingezogenem polygonalem Chor im Norden und mächtigem Südturm, im Innern überaus prachtvolle Ausstattung, einer der bedeutendsten sächsischen Sakralbauten des 17. Jahrhunderts, Anlage von besonderer geschichtlicher, künstlerischer und ortsbildprägender Bedeutung. | 09232240 |
| Direkt Bild zu diesem Denkmal hochladen | Salvatorkirche (mit Ausstattung), Kirchhofsmauer (darin zwei Schlusssteine und ein Steinkreuz sowie Distanzstein), weiterhin Begräbniskapelle (für die Adelsfamilien von Rosenberg, von Kasten, von Ober- und Unterweischlitz und von Kürbitz), Grabanlage der Familie Feilitzsch sowie Kriegerdenkmal für die Gefallenen des Ersten Weltkrieges (Einzeldenkmale zu ID-Nr. 09232240) | Kirchplatz (Karte)                                              | 1126 Vorgängerbau (Kirche); 1624–1626 (Kirche); 18. Jahrhundert (Kapelle); bezeichnet mit 1790 (Schlussstein); 1924 (Kriegerdenkmal)                                                 | Einzeldenkmale der Sachgesamtheit Salvatorkirche und Kirchhof Kürbitz; barocke gotisierende dreischiffige Hallenkirche mit eingezogenem polygonalem Chor im Norden und mächtigem Südturm, im Innern überaus prachtvolle Ausstattung, einer der bedeutendsten sächsischen Sakralbauten des 17. Jahrhunderts, Anlage von besonderer geschichtlicher, künstlerischer und ortsbildprägender Bedeutung. - Kirche: Vorgängerbau 1126 erwähnt, vom deutschen Ritterorden (St. Peter und Paul) gegründet, 1624–1626 durch Rittergutsbesitzer von Kürbitz, Urban Kaspar von Feilitzsch als dreischiffige Halle, verputzter Bruchsteinbau, 5⁄8-Chorschluss, Wehrturm mit oktogonalem Aufsatz, welscher Haube und Laterne, vier runde Treppenturmeinbauten, Fensterfront in zwei Etagen, Westportal (fränkisch rötlicher Sandstein) toskanische Ordnung mit Schlussstein bezeichnet mit 1626 mit Doppelwappen, sehr reiche Ausstattung (unter anderem Begräbniskapelle, gotischer Schnitzaltar, schmiedeeiserne Gitter, Ausmalung) - Kriegerdenkmal: einfacher brauner Bruchstein auf Postament mit umränderter geglätteter Inschriftfläche und Datierung - Totenhäuschen: kleiner Bau quadratischen Grundrisses, Welsche Haube, Spitze, Knauf, östliche korbbogenförmige Zweiflügeltür mit Granitgewände und Schlussstein, Kreuzgratgewölbe, mehrere Adelsfamilien von Rosenberg, von Kasten, von Ober- und Unterweischlitz und von Kürbitz, 18. Jahrhundert - Grabkreuz von Feilitzsch (Kirchenaußenseite): gusseisern auf Sandsteinsockel mit schmiedeeiserner Einfriedung - Einfriedung: zum Teil einfache Stützmauer, zum Teil hohe Ummauerung (Bruchstein-Lehm-Mauerwerk) mit Torpfosten, schräge Plattenabdeckung - Steinkreuz: in Kircheneinfriedung vermauert, zwei parallele Linien eingeritzt (Reste einer Klinge), Granit 108 × 61 × ? - Zwei Schlusssteine: Sandstein - Distanzsäule: mit Inschrift | 09232239 |
| Direkt Bild zu diesem Denkmal hochladen | Rittergut Kürbitz (Sachgesamtheit) | Kirchplatz 1, 3 (Mühlberg 1a, Thiergartener Straße 12c) (Karte) | Im Kern 13. Jahrhundert (Herrenhaus); um 1620 (Oberstock Herrenhaus); bezeichnet mit 1789 (Einfriedung); bezeichnet mit 1857 (Wirtschaftsgebäude)                                    | Sachgesamtheit Rittergut Kürbitz mit folgenden Einzeldenkmalen: Ehemaliges Herrenhaus (Nr. 1), Taubenhaus, Wirtschaftsgebäude (Nr. 3) und Einfriedung eines Rittergutes (siehe Einzeldenkmale 09232242, gleiche Anschrift), Büttelei eines Rittergutes (siehe Einzeldenkmal 09232244, Mühlberg 1a) und ehemalige Gutsschäferei (siehe Einzeldenkmal 09232250, Thiergartener Straße 12c); baugeschichtliche und regionalgeschichtliche Bedeutung. | 09304667 |
| Weitere Bilder                          | Ehemaliges Herrenhaus (Nr. 1), Taubenhaus, Wirtschaftsgebäude (Nr. 3) und Einfriedung des Rittergutes (Einzeldenkmale zu ID-Nr. 09304667) | Kirchplatz 1, 3 (Karte)                                         | im Kern 13. Jahrhundert (Herrenhaus); um 1620 (Oberstock Herrenhaus); bezeichnet mit 1789 (Einfriedung); bezeichnet mit 1857 (Wirtschaftsgebäude); Ende 19. Jahrhundert (Taubenhaus) | Einzeldenkmale der Sachgesamtheit Rittergut Kürbitz; Herrenhaus stattliches Gebäude in Bruchsteinmauerwerk mit Fachwerk-Obergeschoss, besondere baugeschichtliche und regionalgeschichtliche Bedeutung. - Herrenhaus: unter Einbeziehung eines mittelalterlichen Vorwerks, Anfang 16. Jahrhundert Ausbau zum Rittergut unter Familie von Feilitzsch (bis 1945 in Besitz), unterer Teil zwei Geschosse (Bruchsteinmauerwerk), Rest eines festen Hauses (13. Jahrhundert), darüber eingeschossiger Aufsatz aus Fachwerk auf Kragkonsolen aus Holz, ehemaliges abschließendes Satteldach (17. Jahrhundert), Vorbau mit Fachwerk (Anfang 19. Jahrhundert), um 1850 Satteldach, Brand des Dachstuhls, innen barocke Stuckdecken, das Dach brannte 1987 ab und wurde 2008/09 neu errichtet - Taubenhaus: auf zwei Säulen - Stallgebäude: zwei Geschosse verputzt (Bruchsteinmauerwerk), Fenstergewände zum Teil Granit, ehemals durch Putzgliederung betonte Ecken, profilierte Traufe, Satteldach, Granit-Türsturz datiert - Einfriedung (Bruchsteinmauerwerk) bedacht, Pfeiler, in der Mauer Stein mit Datierung | 09232242 |
| Direkt Bild zu diesem Denkmal hochladen | Pfarrhaus und Wirtschaftsgebäude eines Pfarrhofes | Kirchplatz 5 (Karte)                                            | 1602 | Pfarrhaus mit verbrettertem Fachwerk-Obergeschoss und Segmentbogenportal, baugeschichtlich und ortsgeschichtlich von Bedeutung. Geschlossenes und unverändert erhaltenes Ensemble mit reicher Originalsubstanz (Fachwerk, Balkendecke). - Pfarrhaus: zwei Geschosse, Erdgeschoss massiv (Bruchsteinmauerwerk) verputzt, Sandsteintürgewände mit Korbbogenabschluss, Fensteröffnungen später verändert, Obergeschoss verbrettert, vermutlich Fachwerk erhalten, Fensteröffnungen original, Giebelseite verbrettert, Satteldach mit Schleppgaupe (altdeutsche Schieferdeckung) - Innen: im nördlichen Teil Balkendecke freiliegend, mehrfach gekantet und profiliert - Pfarrwirtschaftsgebäude: zwei Geschosse, teils Fachwerk, teils verputzt | 09304653 |
| Weitere Bilder                          | Gasthof Goldner Löwe | Kirchplatz 7 (Karte)                                            | 18. Jahrhundert | Obergeschoss Fachwerk, baugeschichtlich und ortsgeschichtliche sowie städtebauliche Bedeutung. Zwei Geschosse, Putz-Fachwerk, Erdgeschoss massiv (verputzt) später veränderte Fensteröffnungen, seitliche Kobbogendurchfahrt in den Hof, Erdgeschoss Fachwerk, Giebel verputzt, Satteldach mit westlichem Krüppelwalm, fünf Satteldachgaupen, später rückwärtiger Anbau. | 09232245 |
| Direkt Bild zu diesem Denkmal hochladen | Büttelei (Einzeldenkmal zu ID-Nr. 09304667) | Mühlberg 1a (Karte)                                             | 18. Jahrhundert | Einzeldenkmal der Sachgesamtheit Rittergut Kürbitz; einfaches eingeschossiges Wohngebäude, ortsgeschichtliche Bedeutung. Eingeschossiger Putzbau, Satteldach. Eine Büttelei ist ein Wohnhaus eines Büttels (Forst- und Flurhüter, auch Aufsichtsperson im Ort zur Einhaltung obrigkeitlicher Vorschriften). | 09232244 |
| Direkt Bild zu diesem Denkmal hochladen | Wappen im Keller | Oberweischlitzer Straße 4 (Karte)                               | Bezeichnet mit 1724 | Mit Wappenzier, geteiltem Wappenschild und abschließender Initialreihe, ortshistorische und wissenschaftliche Bedeutung. Sandstein, skulpiert, im tonnengewölbten Keller des ehemals zum Gutshof gehörenden Wohnhauses, geteilter Wappenschild und abschließende Initialenreihe. | 09232238 |
| Direkt Bild zu diesem Denkmal hochladen | Pechpfanne | Plauener Straße 69 (bei) (Karte)                                | 18./19. Jahrhundert | Granitpfanne zur Gewinnung von Pech, regionalgeschichtlich von Bedeutung | 09232099 |
| Direkt Bild zu diesem Denkmal hochladen | Ehemalige Gutsschäferei (Einzeldenkmal zu ID-Nr. 09304667) | Thiergartener Straße 12c (Karte)                                | 19. Jahrhundert | Einzeldenkmal der Sachgesamtheit Rittergut Kürbitz; als Bestandteil des Rittergutes von ortshistorischer Bedeutung. Erdgeschoss ursprünglich Bruchsteinmauerwerk, Giebel, Stützmauer und Drempel Ziegelmauerwerk, dreifach gestufte Traufe von Ladeluken durchbrochen, in der Stirnseite Korbbogeneinfahrt mit Ziegelgewände, Satteldach. | 09232250 |
| Direkt Bild zu diesem Denkmal hochladen | Mietshaus | Thiergartener Straße 33 (Karte)                                 | Um 1900 | Historistische Klinkerfassade, baugeschichtliche Relevanz. Zwei Geschosse, unterkellert, mit mittlerem Giebel, Sockel verputzt, rote Klinkerfassade mit gelber Klinkergliederung, profilierte Kunststein-Fensterrahmung mit Stuckfüllung und Zierbogen, im Obergeschoss Kunststeinverdachung, profilierte Traufe, Zwerchhaus mit Giebelabschluss, zwei Krüppelwalmgaupen. | 09232248 |

## Mißlareuth
Im Ortsteil Mißlareuth gibt es folgende Kulturdenkmale:
| Bild                                    | Bezeichnung | Lage                        | Datierung                                                                        | Beschreibung | ID       |
| --------------------------------------- | --- | --------------------------- | -------------------------------------------------------------------------------- | --- | -------- |
| Weitere Bilder                          | Johanniskirche (mit Ausstattung) sowie Kirchhof mit Einfriedung, Grabmal und Grufthaus                                                                   | (Flurstück 79) (Karte)      | 13. Jahrhundert                                                                  | Chorturmkirche romanischen Ursprungs, baugeschichtliche und ortsgeschichtliche Bedeutung. Im 17. Jahrhundert Emporeneinbau. 1885, 1961/62 und 1972 Restaurierungen. - Kirche: verputzter Bruchsteinbau, gerader geschlossener Chor, Walmdach, Rundbogenfenster, quadratischer Turmunterbau, oktogonaler Aufsatz, Welsche Haube und Laterne, barocke Sakristei, im Süden Patronatsloge, flachgedeckt - Innen: Empore in drei Geschossen, Patronatsloge, vom ehemaligen Kanzelaltar zwei Schnitzfiguren von Johann Nikolaus Knoll erhalten, barocke Kanzel - Grabmal: H. G. von der Heyde, gestorben 1691, Grabkreuz des gelehrten Bauern Nikolaus Schmidt (nach 1671, im 19. Jahrhundert hier eingelagert) - Orgel: Gotthilf Bärmig 1862 (siehe Dehio, S. 692) - Auf dem Kirchhof Gruft (Erbbegräbnis) und Grabmal (Urne) | 09232194 |
| Direkt Bild zu diesem Denkmal hochladen | Wohnhaus (über winkelförmigem Grundriss) mit Scheunenanbau eines Bauernhofes                                                                             | Mißlareuth 8 (Karte)        | Im Kern 18. Jahrhundert                                                          | Vogtlandtypischer ländlicher Putzbau, Scheunenanbau verbrettert, baugeschichtliche Bedeutung. Soll auch Tagelöhnerhaus gewesen sein, zwei Geschosse, Putzfassade, Erdgeschoss massiv, Obergeschoss verputzt, vermutlich Fachwerk (Fensterrahmung), durch Anbau L-förmiger Grundriss, mit Balkenunterzügen und gewölbtem Keller. Scheune: Lehmbau, teils verbrettert, zwei Geschosse. | 09232203 |
|                                         | Pfarrhof mit Pfarrhaus, Seitengebäude (zwei Häuser) und Pfarrscheune mit Remise (oberhalb gelegen) sowie straßenseitige Hofmauer mit Torbogen und Pforte | Mißlareuth 15 (Karte)       | 1805 (Pfarrhaus); 1. Hälfte 19. Jahrhundert (Seitengebäude); 1860 (Pfarrscheune) | Pfarrhaus stattlicher Putzbau, Seitengebäude Obergeschoss Fachwerk, ortsstrukturprägende Lage neben dem Kirchhof, baugeschichtliche und ortsgeschichtliche Bedeutung. - Pfarrhaus und anschließender Stall (1753): Erdgeschoss massiv, Bruchstein verputzt, Obergeschoss Fachwerk, einfacher zweigeschossiger Bau mit Walmdach, Schieferdeckung, denkmalgerechte Sanierung, Stall und Häckselboden mit Granitgewände, Pächterhaus und Pfarrlehnscheune (1805 und 1860), zwei Geschosse, im Obergeschoss Fachwerk, Lehmgefache, Erdgeschoss Feldsteinmauerwerk verputzt, schiefergedecktes Satteldach, Pfarrlehnscheune mit Gewölbe, Kreuzgrat auf Granitpfeilern, Gurtbögen - Scheune: zwei Geschosse, Bruchstein-Ziegel-Mauerwerk unverputzt, links zwei Segmentbogentordurchfahrten                                    | 09232197 |
|                                         | Ehemalige Schmiede | Mißlareuth 17 (Karte)       | 2. Hälfte 19. Jahrhundert                                                        | Straßenbildprägender Bau von ortsgeschichtlicher Bedeutung. Zwei Geschosse, Putzfassade, steinerne Tür- und Fenstergewände, Kämpferband, profiliertes Gesims, Satteldach, saniert. | 09232202 |
| Direkt Bild zu diesem Denkmal hochladen | Ehemaliger Gasthof, bestehend aus Gasthaus, Wohnhaus und Saalbau                                                                                         | Mißlareuth 18 (Karte)       | Mitte 19. Jahrhundert                                                            | Obergeschoss Fachwerk verkleidet und verputzt, ortsbildprägend, ortsgeschichtliche Bedeutung. - Wohnhaus: Bruchsteinmauerwerk mit zum Teil Steingewänden, Obergeschoss verbrettert, darunter Fachwerk erhalten, giebelseitig verschiefert, hohes Satteldach (Schieferdeckung) - Gaststube: einfache zweigeschossige Putzfassade, Fensteröffnungen zum Teil noch alt, große Toreinfahrt - Saalbau: Bruchsteinsockel mit verschiefertem Obergeschoss (vermutlich Fachwerk erhalten), Satteldach | 09232199 |
| Direkt Bild zu diesem Denkmal hochladen | Kriegerdenkmal für die Gefallenen des Ersten Weltkrieges                                                                                                 | Mißlareuth 47 (vor) (Karte) | 1922                                                                             | Ortsgeschichtlich von Bedeutung, einfacher behauener Stein mit eingelassener Namenstafel | 09232201 |
| Direkt Bild zu diesem Denkmal hochladen | Einfriedungsmauer des Rittergutes | Mißlareuth 61 (bei) (Karte) | Mitte 19. Jahrhundert                                                            | Im Zusammenhang mit Gutshof und ehemaliger Wasserburg, ortshistorische Relevanz, ortsbildprägend. Natursteinmauer, abgetragen und denkmalgerecht erneuert. | 09232200 |

## Pirk
Im Ortsteil Pirk  gibt es folgende Kulturdenkmale:
| Bild                                    | Bezeichnung                                                                              | Lage                                                                                        | Datierung                                                      | Beschreibung | ID       |
| --------------------------------------- | ---------------------------------------------------------------------------------------- | ------------------------------------------------------------------------------------------- | -------------------------------------------------------------- | --- | -------- |
| Direkt Bild zu diesem Denkmal hochladen | Denkmal für die Gefallenen des Ersten Weltkrieges                                        | (Flurstück 240) (Karte)                                                                     | Nach 1918                                                      | Ortshistorische Bedeutung. Grob behauener Stein mit Steinkreuz, auf dem Steinkreuz Eisernes Kreuz dargestellt, auf dem Sockel unten „1914–1918“, mittig „Fürs Vaterland gaben als höchstes Opfer ihr Leben die Söhne der Gemeinden Pirk und Türbel“, darunter deren Namen und Sterbedaten. Dem Denkmal später vorgelegt ein Gedenkstein mit Inschrift „Den Gefallenen/des 2. Weltkrieges/aus Pirk und Türbel“, es folgen deren Namen und das Todesjahr. | 09247795 |
| Direkt Bild zu diesem Denkmal hochladen | Grabstätte                                                                               | (Flurstück 256/1) (Karte)                                                                   | 1911                                                           | Grablege der Pirker Rittergutsbesitzer Familie von Hüttner, im Wald isoliert angelegte Familiengrabstätte von regionalhistorischer Bedeutung. Anlage von 12 m × 6 m, rechteckige Grundfläche von Eisenzaun eingefasst mit Natursteinzaunspfeilern, an der Stirnseite der Anlage Bruchsteinmauer mit Eisentafel, darauf Inschrift „Familie Hüttner“, vor der Wand vier Grabsteine – einer umgestürzt – mit folgenden Inschriften: 1. „Heinrich Eduard von Hüttner zu Pirk“, 1837–1991, 2. „Aline von Hüttner zu Pirk geb. Wunnerlich“, 1854–1933, 3. „Walter Gustav von Hüttner zu Pirk“, 1872–1934. | 09247855 |
| Weitere Bilder                          | Elstertalbrücke (Autobahnbrücke über die Weiße Elster)                                   | (Gemarkung Pirk, Flurstücke 95/1, 199/6; Gemarkung Oberweischlitz, Flurstück 137/2) (Karte) | 1938–1940                                                      | Brücke auf zwölf Bögen aus Granit (Lausitzer und Fichtelgebirgsgranit), Teilstück der alten Reichsautobahn Chemnitz–Hof, Bau von technikhistorischer und landschaftsprägender Bedeutung. War ab 1935 als damals größte massive Straßenbrücke der Welt geplant, Teilstück der Reichsautobahn Chemnitz–Hof, sollte eine Gesamtlänge von 623,7 m und eine maximale Höhe von 60 m aufweisen. 1938 Baubeginn, Brückenbauwerk konnte aufgrund des Zweiten Weltkriegs nicht abgeschlossen werden, 1940 wurde der Baubetrieb eingestellt. Brücke war bis über die zwölf Bögen abgeschlossen, Fahrbahnaufmauerung fehlte, Bauwerk zirka 60 m hoch, 530 m Stützweite, 38 m zwischen den Pfeilern, 29,5 m breit. Nach der deutsch-deutschen Teilung lag die Brücke am Rand des DDR-Grenzsperrgebiets, die Brücke blieb als Bauruine bestehen. 1990 wurde schließlich ein Weiterbau eingeleitet, erneuter Baubeginn war 1991, 1993 erfolgte die Fertigstellung der Brücke. Pfeiler weisen einen Kern aus Stampfbeton auf, Sichtmauerwerk aus Granit. Nur noch augenscheinlich Bogenbrücke, die Bögen haben heute keine tragende Funktion, um die historische Substanz zu schonen und eine im Unterschied zu den ursprünglichen Bauplänen wesentlich verbreiterte Fahrbahn zu ermöglichen. Es wurde eine Spannbetonkonstruktion gewählt, die die Lasten direkt in die Pfeilerachsen ableitet. | 09232117 |
| Weitere Bilder                          | Herrenhaus (Nr. 6), ehemaliges Wirtschaftsgebäude (Nr. 8) und Torpfeiler des Rittergutes | Hofer Straße 6, 8 (Karte)                                                                   | Bezeichnet mit 1753 (Herrenhaus); um 1780 (Wirtschaftsgebäude) | Herrenhaus in spätbarocken Formen, Putzbau mit Mansarddach und Dachreiter, ortsbildprägend, von wissenschaftlicher und regionalhistorischer Bedeutung. - Herrenhaus: zwei Geschosse mit acht Achsen, Mansarddach (Schieferdeckung), Dachreiter mit Zwiebelturm, Portal geohrt, verkröpfte Gewände aus Granit mit Quasten bezeichnet mit „1753 J. F. H.“ (vom Plauener Handelsherren Johann Friedrich Hüttner) - Wirtschaftsbau: zwei verputzte Geschosse, Krüppelwalmdach mit Gaupen, Innen und Fassade mehrfach verändert | 09232115 |
| Direkt Bild zu diesem Denkmal hochladen | Gedenkstein für Opfer des Faschismus                                                     | Hofer Straße 14 (bei) (Karte)                                                               | Nach 1950                                                      | Ruhestätte für fünf ermordete jüdische Häftlinge des KZ Buchenwald, geschichtliche Bedeutung. Einfacher Theumaer Schiefer mit Inschrift, Davidstern, Inschrift „Hier ruhen fünf jüdische/Häftlinge/aus dem KZ-Buchenwald-U.Arbeitskommando Sonneberg/die am 15. April 1945/auf dem Transport von/SS erschossen worden sind“, darunter Zeichen der VVN, kleine Anlage mit Ligusterhecke eingefriedet und Schieferplatten vor dem Gedenkstein. | 09247793 |
| Direkt Bild zu diesem Denkmal hochladen | Gedenkstein                                                                              | Hofer Straße 37 (gegenüber) (Karte)                                                         | Nach 1951                                                      | Alte Ortslage Türbel, zur Erinnerung an den Oberwachtmeister der Volkspolizei Rudolf Spranger, der hier 1951 ermordet wurde, ortshistorische Bedeutung. Einfacher, grob behauener Stein mit Inschrift „Rudolf Spranger/O.-Wachtmstr. d.VP/ von feindlichen/Agenten am/ 1.8.1951 ermordet“, wohl von zwei tschechoslowakischen Grenzverletzern erschossen. | 09247794 |
| Direkt Bild zu diesem Denkmal hochladen | Wohnhaus                                                                                 | Türbel 18 (Karte)                                                                           | Um 1920                                                        | Holzhaus als Produkt von Serienfertigung der 1920er Jahre, unverändert erhaltener einfacher Baukörper von baugeschichtlicher Bedeutung. Bruchsteinsockel, darüber verbretterte Fassade, Satteldach mit altdeutscher Schieferdeckung. | 09232114 |
| Weitere Bilder                          | Ruine eines ehemaligen Schafstalles mit Burgruine                                        | Türbel 47 (Karte)                                                                           | Im Kern 1327 (Ruine); um 1800 (Schäferei)                      | Reste einer mittelalterlichen Burganlage (Bruchsteinmauerwerk mit später gemauerten Öffnungen, tonnengewölbtes Untergeschoss zum Teil in den Felsen geschlagen), Teil eines ehemaligen Vorwerkes, zuletzt Ritterguts-Schäferei, ortsgeschichtlich von Bedeutung | 09232195 |

## Reinhardtswalde
Im Ortsteil Reinhardtswalde gibt es folgende Kulturdenkmale:

| Bild                                    | Bezeichnung                    | Lage                      | Datierung            | Beschreibung | ID       |
| --------------------------------------- | ------------------------------ | ------------------------- | -------------------- | --- | -------- |
| Direkt Bild zu diesem Denkmal hochladen | Wohnstallhaus mit Scheunenteil | Reinhardtswalde 8 (Karte) | Ende 18. Jahrhundert | Eingeschossiges vogtlandtypisches ländliches Gebäude, baugeschichtliche Bedeutung. Lehmmauerwerk (zirka 1 m) verputzt, Kniestock, Giebel verbrettert, Satteldach (Schieferdeckung), rückwärtig durch Scheunenanbau verlängert, störende liegende Dachfenster, rechts Bruchsteinmauerreste des Nebengebäudes. | 09232212 |

## Reuth
Im Ortsteil Reuth gibt es folgende Kulturdenkmale:
| Bild                                    | Bezeichnung                                              | Lage                                  | Datierung             | Beschreibung | ID       |
| --------------------------------------- | -------------------------------------------------------- | ------------------------------------- | --------------------- | --- | -------- |
| Direkt Bild zu diesem Denkmal hochladen | Häuslerhaus                                              | Bahnhofstraße 1 (Karte)               | 19. Jahrhundert       | Einfacher Lehmbau, baugeschichtliche und sozialgeschichtliche Bedeutung. Eingeschossig, Putzfassade, Lehm-Bruchstein-Mauerwerk, Satteldach mit altdeutscher Schieferdeckung, zwei Satteldachgaupen, anschließende Scheune verbrettert, Eingangstür und Fenster erneuert, im Erscheinungsbild weitgehend unverändert. | 09231855 |
| Direkt Bild zu diesem Denkmal hochladen | Häuslerhaus                                              | Dehleser Straße 13 (Karte)            | Mitte 19. Jahrhundert | Eingeschossiges Gebäude, baugeschichtliche und sozialgeschichtliche Bedeutung. Rechter Flügel Wohnteil in Fachwerk mit Lehmausfachung, linker Flügel massiv (Stall), Giebel (Ziegelmauerwerk), Satteldach mit Schieferdeckung. | 09232211 |
| Direkt Bild zu diesem Denkmal hochladen | Schlauchturm                                             | Dehleser Straße 29 (vor) (Karte)      | Mitte 20. Jahrhundert | Technikgeschichtliche Relevanz, einfacher verbretterter Bau, Satteldach | 09232209 |
| Weitere Bilder                          | Meilenstein                                              | Gefeller Straße 9 (gegenüber) (Karte) | Nach 1864             | Kursächsische Postmeilensäulen (Sachgesamtheit); Zeugnis der Verkehrsgeschichte. Sandsteinpostament und abgerundetes Oberteil, Inschrift verwaschen, erhabene Krone (Gusseisen), 1992 neue Farbe und Kronen, Stationsstein vom Kurs nach Gefell in Preußen. | 09232204 |
| Direkt Bild zu diesem Denkmal hochladen | Schafstall                                               | Lindenweg 4 (Karte)                   | 18. Jahrhundert       | Von baugeschichtlicher und ortsgeschichtlicher Bedeutung. Breit gelagertes, sehr großes Feldsteingebäude mit Krüppelwalmdach. | 09302209 |
| Weitere Bilder                          | Kirche (mit Ausstattung), Kirchhof mit Einfriedung       | Wallstraße 5 (Karte)                  | 1864                  | Kleine Saalkirche mit Dachreiter, im Rundbogenstil des 19. Jahrhunderts, baugeschichtliche und ortsgeschichtliche Bedeutung. Nach Abbruch einer romanischen Wehrkirche des 12. Jahrhunderts Neubau 1864, Restaurierungen 1963/64, 1968/69 und 1984, Granitsockel, verputztes Bruchsteinmauerwerk, eingezogener Chor, 5⁄8-Schluss, an der Nordseite, Dachreiter über Südgiebel, Portal mit Vierpass. Innen: Flach gedeckt, Emporen, Taufbecken 1864. Orgel: Robert Barth 1868/69. | 09232206 |
| Weitere Bilder                          | Kriegerdenkmal für die Gefallenen des Ersten Weltkrieges | Wallstraße 5 (bei) (Karte)            | Nach 1918             | Ortsgeschichtlich von Bedeutung. Einfacher glatter Stein mit Relief, Inschrift „In treuem Gedenken ihrer im Weltkrieg gebliebenen Söhne“. | 09232207 |
| Weitere Bilder                          | Pfarrhaus und Einfriedung                                | Wallstraße 6 (Karte)                  | 1698                  | Ortshistorisch bedeutender Bau mit weitgehender Originalsubstanz (Decken, Türen). Zwei Geschosse, Putzfassade, Sockel massiv, darüber Fachwerk im Erdgeschoss zum Teil erhalten, Obergeschoss verputztes Fachwerk, Satteldach (Schieferdeckung). Innen: Holzbalkendecke, Stuckdecken, alle Holztüren. Vermutlich Blockstube erhalten, wahrscheinlich im Ursprung Umgebindehaus, Fachwerk im Obergeschoss erhalten.                                                               | 09232208 |

## Rodersdorf
Im Ortsteil Rodersdorf gibt es folgende Kulturdenkmale:
| Bild                                    | Bezeichnung                                                                              | Lage                                | Datierung                                                                                             | Beschreibung | ID       |
| --------------------------------------- | ---------------------------------------------------------------------------------------- | ----------------------------------- | --- | --- | -------- |
| Direkt Bild zu diesem Denkmal hochladen | Kriegerdenkmal für die Gefallenen des Ersten Weltkrieges                                 | Am Dorfplatz 15 (gegenüber) (Karte) | Nach 1918                                                                                             | Ortsgeschichtlich von Bedeutung, Bruchstein mit Tafel | 09231917 |
|                                         | Gasthaus und Saalanbau                                                                   | Am Dorfplatz 91 (Karte)             | 19. Jahrhundert                                                                                       | Platzbildprägender Bau, Gasthaus Obergeschoss Fachwerk verkleidet, Saalanbau mit Putzfassade, von ortshistorischer Bedeutung. - Gasthaus: zwei Geschosse, Putzfassade, Satteldach, Sockel nachträglich verklinkert, Fenster mit Läden, im Obergeschoss verschiefert (Eternit), darunter vermutlich Fachwerk - Saalanbau: zwei Geschosse, im Obergeschoss Saal | 09231916 |
| Direkt Bild zu diesem Denkmal hochladen | Wohnstallhaus und im rechten Winkel angebautes Seitengebäude eines Bauernhofes           | Hauptstraße 14 (Karte)              | Im Kern 18. Jahrhundert (Wohnstallhaus); 1. Drittel 19. Jahrhundert (Wohnstallhaus und Seitengebäude) | Ländliches Bauensemble von baugeschichtlichem und ortsbildprägendem Wert. - Bauernhaus: zweigeschossiger Putzbau mit großer, mittig angeordneter Tordurchfahrt, Satteldach - Seitengebäude: zweigeschossiger Putzbau mit Satteldach, im rechten Winkel an das Vorderhaus angebaut Das Gebäudeensemble prägt durch seine Kubatur und Lage im Ort das Dorfbild maßgebend. Trotz einiger leichter Veränderungen blieb ein guter Bestand erhalten. Der Denkmalwert leitet sich vorrangig vom städtebaulichen Wert des Ensembles und dann auch vom baugeschichtlichen Wert ab                                                                        | 09300603 |
| Direkt Bild zu diesem Denkmal hochladen | Herrenhaus, Wirtschaftsgebäude und Kavaliershaus des Rittergutes Rodersdorf Unterer Teil | Hauptstraße 94 (Karte)              | 1862 renoviert                                                                                        | Einfache Putzbauten, baugeschichtliche und ortsgeschichtliche Bedeutung. Dreiseitige Anlage mit Krüppelwalmdach, hofseitig entstellender Zwischenbau, insgesamt mehrfach überformt, einfache glatte Fenstergewände (Granit) im Obergeschoss nur als Putzfaschen, Fenster nicht original, Eingang verändert, innen nicht gesehen, 1862 Renovierung. Wirtschaftshof (eine Seite historisch, eine Seite Neubau – kein Denkmal, eine Seite Restgewölbe – kein Denkmal): Stallgebäude mit Gurtbögen auf Granitpfeilern, im rechten Winkel dazu Scheune (Fachwerk) und dritter Flügel (stark verändert), Kavaliershaus (Putzfassade) mit Mansarddach. | 09231910 |
| Weitere Bilder                          | Kirche (mit Ausstattung) sowie Kirchhofsmauer mit Pforte                                 | Schulberg (Karte)                   | 1662                                                                                                  | Barocke Saalkirche mit polygonalem eingezogenem Chor und Dachreiter, baugeschichtlich und ortsgeschichtlich von Bedeutung. Verputzter Bruchsteinbau mit Strebepfeiler, polygonaler eingezogener Chor, Dachreiter von 1675 mit Welscher Haube und Laterne, Architekt, Michael Deschner/Plauen, 1662 Wiederaufbau nach Blitzschlag. Innen: flach gedeckt, Kanzelaltar 1714, Emporen 1675 Patronatslogen, Orgelprospekt 1702. | 09231856 |
| Direkt Bild zu diesem Denkmal hochladen | Herrenhaus des Rittergutes Rodersdorf Oberer Teil und Kelleranlage neben dem Haus        | Schulberg 46 (Karte)                | Ende 18. Jahrhundert                                                                                  | Schlichter Putzbau mit Segmentbogenportal und Krüppelwalmdach, Teil des ehemaligen Oberen Gutes, baugeschichtliche und ortshistorische Bedeutung. Zwei Geschosse, Eternitdeckung, Bruchsteinsockel, profiliertes Türgewände mit Segmentbogensturz, Obergeschoss teilweise Fachwerk unter Verputz erhalten (?), eine Giebelseite verschiefert, rückwärtiger Anbau später, original: auf der linker Seite Kelleranlage (Tonnengewölbe). Innen: verzogener Kamin. | 09231913 |
| Direkt Bild zu diesem Denkmal hochladen | Kantorat                                                                                 | Schulberg 74 (Karte)                | Anfang 19. Jahrhundert                                                                                | Schlichter Putzbau mit Krüppelwalmdach, bildet mit Kirche ein Ensemble von ortshistorischer und dorfbildprägender Bedeutung. Zwei Geschosse, Sockel Bruchstein (unverputzt), einfache Putzfaschen, Fenster teilweise erneuert und verändert, zwei kleine Dachhäuschen, Dachdeckung neu. | 09231915 |

## Ruderitz
Im Ortsteil Ruderitz gibt es folgende Kulturdenkmale:
| Bild                                    | Bezeichnung | Lage                             | Datierung | Beschreibung | ID       |
| --------------------------------------- | --- | -------------------------------- | --- | --- | -------- |
| Direkt Bild zu diesem Denkmal hochladen | Wohnstallhaus mit Anbau (Unteres Plattenhaus)                                                                        | Am Burgstein 1 (Karte)           | Mitte 19. Jahrhundert | Obergeschoss Fachwerk, typische ländliche Bauform in markanter Straßenlage gegenüber den Burgsteinruinen, baugeschichtlich und ortsgeschichtlich von Bedeutung. Zwei Geschosse, rückwärtiger Anbau, weitgehend Putzfassade (Erdgeschoss Bruchsteinmauerwerk), im Obergeschoss nur giebelseitig Fachwerk sichtbar, alte Fensterformate erhalten, hofseitig völlig verputzt, Satteldach. | 09232179 |
| Weitere Bilder                          | Wallfahrtskirchenruinen Burgstein (Sachgesamtheit)                                                                   | Am Burgstein 2, 3, 4 (Karte)     | 1475 Dendro Obere Kapelle (Ruine); 1485 Dendro Untere Kapelle (Ruine); Anfang 19. Jahrhundert (Gasthaus); bezeichnet mit 1861 (Bauernhaus) | Sachgesamtheit Wallfahrtskirchenruinen Burgstein, bestehend aus den Einzeldenkmalen: zwei Kirchenruinen (siehe Einzeldenkmale 09232180, Am Burgstein bei Nr. 3), Bauernhof (siehe Einzeldenkmal 09232182, Am Burgstein 2) sowie ehemaliges Gasthaus (siehe Einzeldenkmal 09232181, Am Burgstein 3), weiterhin mit dem Sachgesamtheitsteil: Wohnhaus (Am Burgstein 4); Ruinen und Gebäudegruppe von überregionaler geschichtlicher Bedeutung sowie landschaftsprägendem Wert | 09300647 |
| Direkt Bild zu diesem Denkmal hochladen | Wohnstallhaus (über winkelförmigem Grundriss) und Stallscheune eines Bauernhofes (Einzeldenkmale zu ID-Nr. 09300647) | Am Burgstein 2 (Karte)           | Bezeichnet mit 1861 | Einzeldenkmale der Sachgesamtheit Wallfahrtskirchenruinen Burgstein; geschlossene Hofanlage in markanter Lage, zum Ensemble der Burgsteinruinen gehörig, ortshistorische Bedeutung. - Wohnstallhaus: zwei Geschosse, Putzfassade (Ziegelmauerwerk), reich profilierte Traufe, hofseitig spätere Veränderungen, Türgewändestein datiert 1861 - Stallgebäude: Bruchsteinmauerwerk, Krüppelwalmdach, teilweise verbrettert (Gewölbe?) | 09232182 |
| Direkt Bild zu diesem Denkmal hochladen | Ehemaliges Gasthaus (Einzeldenkmal zu ID-Nr. 09300647)                                                               | Am Burgstein 3 (Karte)           | Anfang 19. Jahrhundert | Einzeldenkmal der Sachgesamtheit Wallfahrtskirchenruinen Burgstein; Obergeschoss Fachwerk, zum Ensemble der Burgsteinruinen, Bau in weitgehend unverändert erhaltenem Originalzustand, ortshistorische Bedeutung. Zwei Geschosse, Erdgeschoss massiv unterfahren und verputzt (Ziegelmauerwerk), Fußschwelle, Obergeschoss Fachwerk (Ziegelausfachung) Giebel verbrettert, Satteldach mit Schleppgaupe, Zwerchhaus. | 09232181 |
|                                         | Zwei Kirchenruinen (Einzeldenkmale zu ID-Nr. 09300647)                                                               | Am Burgstein 3 (bei) (Karte)     | 1475–1476; 1485–1486 | Einzeldenkmale der Sachgesamtheit Wallfahrtskirchenruinen Burgstein; ehemals bedeutendes religiöses Zentrum in der Region auf dem Burgstein, kulturhistorisch wertvolle Zeugnisse sakraler Architektur. - Östlich Saalkirche: 1485/86 Bruchsteinbau mit eingezogenem dreiteilig geschlossenem Chor, Strebepfeiler spitzbogige Fenster- und Portalöffnungen - Südwestlich zweiter Bau: ehemaliger Turm mit gewölbtem Saal, im Osten Mauerdurchbruch zu jüngerem östlichem Bauteil mit Strebepfeilern, zwei Geschosse, ursprünglich Chorraum gewölbt, darunter tonnengewölbter Raum (Piscina) 1475/76 | 09232180 |
| Direkt Bild zu diesem Denkmal hochladen | Ehemaliges Jagdhaus                                                                                                  | Jagdhaus 1 (Karte)               | 1924 | Kleines Holzhaus in Fertigteilbauweise, von der Firma Enno Zimmermann im Schweizer Stil, von ortshistorischem und baugeschichtlichem Wert. Eingeschossig mit Drempel, Erdgeschoss in Holzblockbauweise, Fensteröffnungen mit originalen Klappläden, Drempel mit senkrechter Verbretterung, ebenfalls Klappläden, flach geneigtes Satteldach weit vorkragend mit verzierten Streben unter den vorstehenden Pfetten. | 09247870 |
| Direkt Bild zu diesem Denkmal hochladen | Wohnmühlengebäude (über winkelförmigem Grundriss) und Scheune eines Mühlenanwesens sowie Mühlgraben                  | Ortsstraße 5 (Karte)             | Anfang 19. Jahrhundert | Wohnteil mit verputzter, ehemals fachwerksichtiger Fassade, Baukörper weitgehend unverändert, ortsbildprägender Charakter, von technikgeschichtlicher und ortshistorischer Bedeutung. Zweigeschossige verputzte Fassade (Lehm-, Bruchstein?), aufgeputzte Fensterfaschen im Erdgeschoss mit leichtem Stichbogen, Obergeschoss verputzt, Fachwerk, Satteldach (Schieferdeckung), alle Fenster original. Mühlgraben: Quadermauerwerk, verfugt, Abdeckplatte aus Schiefer. | 09232113 |
| Direkt Bild zu diesem Denkmal hochladen | Wohnstallhaus, Seitengebäude und Scheune eines Bauernhofes                                                           | Ortsstraße 6a (Karte)            | 1594 Dendro (Wohnstallhaus); 1802 Dendro (Blockstube); 19. Jahrhundert (Scheune)                                                           | Vogtlandtypisches eingeschossiges Wohnstallhaus mit Blockstube, Scheune verbrettert, nahezu unverändert erhaltene Hofanlage mittraditionellen ländlichen Bauformen, ortsbildprägendes Ensemble, baugeschichtlich von Bedeutung. Wohnstallhaus auf Bruchsteinsockel, teilweise massiv, im vorderen Teil Blockstube, Kniestock, Giebel mit Schindeln, Satteldach, Giebelschindeln neu, ursprünglich Blockhaus. Stallgebäude nachträglich massiv, zum Teil verbrettert. Zweigeschossige Scheune mit Satteldach.                                                                                        | 09232112 |
| Weitere Bilder                          | Gasthof mit Saalanbau                                                                                                | Ortsstraße 8 (Karte)             | Um 1680 (Gasthof); 1923 (Saalanbau) | Gasthaus Obergeschoss Fachwerk, im Innern bemerkenswerte Balkendecke, bilden ein ortsbildprägendes Ensemble, Saalanbau mit historisierender Putzfassade, regionalgeschichtlich bedeutsame Anlage. Linker Teil älter, mit Balkendecke und Unterzug, Schiffskehlennutung (17. Jahrhundert), rechter Teil 1882 erneuert (Chr. Ketzel), Erdgeschoss massiv verputzt (Bruchsteinmauerwerk, Lehm), Obergeschoss Fachwerk ohne Streben und Fußschwelle, Walmdach mit Eternitplatten, Fensteröffnungen später verändert, 1923 Anbau des Saales.                                                             | 09231859 |
|                                         | Kriegerdenkmal für die Gefallenen des Ersten Weltkrieges                                                             | Ortsstraße 8 (gegenüber) (Karte) | Nach 1918 | Ortsgeschichtlich von Bedeutung. Treppenförmige Anlage mit Postament (Granit) und eingelegter Marmortafel, Inschrift und Abschluss in Form eines Eisernen Kreuzes. | 09232110 |
| Direkt Bild zu diesem Denkmal hochladen | Ehemaliges Wohnstallhaus (Umgebinde)                                                                                 | Ortsstraße 15 (Karte)            | Mitte 18. Jahrhundert | Gebäude mit Obergeschoss Fachwerk (verputzt), Umgebinde und Blockstube, seltenes Zeugnis regionaltypischer Bauweise in ortsbildprägender Hanglage, baugeschichtlich von Bedeutung. Hohes Sockelgeschoss aufgrund der Hanglage (Bruchsteinmauerwerk), Erdgeschoss im vorderen Teil Umgebinde mit Blockstubeneinbau, teilweise verputzt, hinterer Teil massiv (verputzt), Satteldach (altdeutsche Schieferdeckung), Lage und Größe der Fenster beibehalten. | 09231860 |

## Schönlind
Im Ortsteil Schönlind gibt es folgende Kulturdenkmale:

| Bild                                    | Bezeichnung                                   | Lage                  | Datierung       | Beschreibung | ID       |
| --------------------------------------- | --------------------------------------------- | --------------------- | --------------- | --- | -------- |
| Direkt Bild zu diesem Denkmal hochladen | Wohnstallhaus und Scheune eines Zweiseithofes | Bergstraße 11 (Karte) | 18. Jahrhundert | Wohnstallhaus Obergeschoss Fachwerk, baugeschichtliche Bedeutung. Zwei Geschosse, alte Verlängerung durch Scheunenanbau, Erdgeschoss Bruchsteinmauerwerk, verputzt, vorderer Teil Blockbau und vermutlich Umgebinde in Resten Obergeschoss Fachwerk, rückwärtig verschiefert, Giebel verschiefert, Satteldach (Schiefer). | 09232215 |

## Schwand
Im Ortsteil Schwand gibt es folgende Kulturdenkmale:
| Bild                                    | Bezeichnung | Lage                                  | Datierung                                                     | Beschreibung | ID       |
| --------------------------------------- | --- | ------------------------------------- | ------------------------------------------------------------- | --- | -------- |
| Weitere Bilder                          | Steinkreuz | (Flurstück 1041) (Karte)              | 14./15. Jahrhundert                                           | Granitkreuz, regionalhistorische Bedeutung | 09232164 |
| Direkt Bild zu diesem Denkmal hochladen | Kienmühle: Wohnmühlengebäude und Scheune eines Mühlenanwesens, sowie Brücke über den Kemnitzbach, Mühlgraben und technische Anlagen (Staubecken, Reste Mühlrad) | Kienmühle 1 (Karte)                   | 1683; bezeichnet mit 1864                                     | Mühlengebäude mit Fachwerk-Obergeschoss, ortsgeschichtliche, landschaftsgestaltende und technikgeschichtliche Bedeutung. - Wohnhaus: Erdgeschoss massiv (Bruchstein), Balkendecke mit Unterzug, Obergeschoss Fachwerk mit Ziegelausfachung (Mitte 19. Jahrhundert), Satteldach - Stall: zwei Geschosse mit preußischen Kappen im Stall, Obergeschoss verbrettert, Satteldach - Brücke: Bruchstein - Original: hölzerne Welle, Teile des Wasserrades, Reste der Mühlenausstattung (zuletzt Sägemühle)                                                               | 09232106 |
| Weitere Bilder                          | Kirche (mit Ausstattung) sowie Kirchhof mit Einfriedung | Weischlitzer Straße (Karte)           | 12. Jahrhundert (Kirche); 1869 (Saalerneuerung); 1872 (Orgel) | Saalbau mit Dachreiter, im Rundbogenstil des 19. Jahrhunderts, im Kern älter, baugeschichtlich und ortsgeschichtlich von Bedeutung. Romanische Wehrkirche 12. Jahrhundert, Chor 2. Hälfte 15. Jahrhundert, Erneuerung des Saales 1869, Restaurierungen 1911 und 1963. Verputzter Bruchsteinbau, dreiseitig geschlossener Chor mit Strebepfeilern, hoher turmartiger Dachreiter, Schieferdeckung, Triumphbogen, Kreuzrippenwölbung im Chor, zweigeschossige Emporen, romanischer Taufstein, Einfriedung mit Schießscharten. Orgel: Gotthilf Bärmig aus Werdau 1872. | 09232163 |
| Direkt Bild zu diesem Denkmal hochladen | Kriegerdenkmal für die Gefallenen des Ersten Weltkrieges | Weischlitzer Straße 9 (neben) (Karte) | Nach 1918                                                     | Vor dem Kirchhof, ortsgeschichtlich von Bedeutung. Einfache Anlage auf Postament mit abschließendem Kreuz und Inschrift, Text „Ihren im Weltkrieg 1914–1918 gebliebenen Helden die dankbare Gemeinde Schwand“. | 09232162 |
| Direkt Bild zu diesem Denkmal hochladen | Ehemaliges Herrenhaus des Rittergutes und seitlicher Torbogen                                                                                                   | Weischlitzer Straße 18 (Karte)        | Anfang 19. Jahrhundert, 1950er Jahre Umbau                    | Interessantes Zeugnis für die dauernde Nutzung der historischen Anlage (Kulturhaus), wissenschaftliche und ortsgeschichtliche Bedeutung. Zwei Geschosse, Putzfassade, seitlicher Risalit mit Giebel und Aufbau, anschließender Torbogen zum Wirtschaftshof, in den 50er Jahren Umbau zum Kulturraum und Konsumgaststätte (Fensterumbau, Turmaufsatz des Giebels). | 09232160 |

## Thossen
Im Ortsteil Thossen gibt es folgende Kulturdenkmale:
| Bild                                    | Bezeichnung                                                    | Lage                          | Datierung | Beschreibung | ID       |
| --------------------------------------- | -------------------------------------------------------------- | ----------------------------- | --- | --- | -------- |
| Direkt Bild zu diesem Denkmal hochladen | Denkmalschutzgebiet Ortslage Thossen (Vorschlag)               | Am Burgbach (Karte)           | 19. Jahrhundert | Denkmalschutzgebiet Ortslage Thossen (Vorschlag) | 09246635 |
| Weitere Bilder                          | St.-Martins-Kirche (mit Ausstattung), Kirchhof mit Einfriedung | Am Burgbach (Karte)           | 13. Jahrhundert (Kirche); 14. Jahrhundert (Triumphbogen); 1. Viertel 16. Jahrhundert (Schnitzaltar); 1669 (Taufstein) | Kirche von überörtlichem Wert, baugeschichtlich und ortsgeschichtlich von Bedeutung | 09232056 |
| Direkt Bild zu diesem Denkmal hochladen | Denkmal für die Gefallenen des Ersten Weltkrieges              | Am Burgbach 5 (neben) (Karte) | Nach 1918 | Ortshistorische Relevanz | 09232058 |
| Direkt Bild zu diesem Denkmal hochladen | Wohnstallhaus eines Bauernhofes                                | Am Burgbach 9 (Karte)         | Nach 1800 | Obergeschoss Fachwerk, baugeschichtliche Bedeutung. Satteldach, Erdgeschoss massiv, Ziegelmauerwerk, komplett erhalten zum Beispiel originale Fenstergrößen und Aufteilung. | 09232057 |
| Direkt Bild zu diesem Denkmal hochladen | Scheune eines Bauernhofes                                      | Am Burgbach 11 (Karte)        | 19. Jahrhundert | Fachwerkbau, verbrettert, heimatgeschichtliche Relevanz. Krüppelwalmdach, wichtig für Ortsbild, schlichter landschaftstypischer Bau. | 09232059 |
| Direkt Bild zu diesem Denkmal hochladen | Seitengebäude eines Bauernhofes                                | Am Burgbach 12 (Karte)        | 19. Jahrhundert | Obergeschoss Fachwerk, heimatgeschichtliche Relevanz. Erdgeschoss massiv, verschiedene Veränderungen, Giebel verputzt, Giebeldreieck verbrettert, Satteldach. | 09232055 |
|                                         | Wohnhaus (Umgebinde) und Einfriedung (Stützmauer)              | Am Burgbach 14 (Karte)        | Um 1720 | Fachwerkgebäude mit Umgebindekonstruktion, Blockstube erhalten, besondere baugeschichtliche Bedeutung. Fachwerk-Obergeschoss, K-Streben, gezapfte Holzverbindungen, Satteldach, Erdgeschoss teilweise massiv, verschiefert, vorkragendes Obergeschoss an Hofseite.                                                                              | 09232054 |
| Direkt Bild zu diesem Denkmal hochladen | Ehemalige Schmiede mit technischer Ausstattung                 | Am Burgbach 21 (Karte)        | Um 1800 | Eingeschossiges Gebäude mit Fachwerkgiebel, ortsgeschichtliche Bedeutung. Sehr gut erhaltene Innenausstattung, ehemaliger Pferdebeschlag, Haus Satteldach, teilweise Fachwerk im Erdgeschoss erhalten, gezapfte Holzverbindungen, schlechter Bauzustand, vor Gebäude Schauer mit Bohlenbelag, Werkstattausstattung ebenfalls original erhalten. | 09232053 |

## Tobertitz
Im Ortsteil Tobertitz gibt es folgende Kulturdenkmale:
| Bild                                    | Bezeichnung                           | Lage                        | Datierung       | Beschreibung | ID       |
| --------------------------------------- | ------------------------------------- | --------------------------- | --------------- | --- | -------- |
| Direkt Bild zu diesem Denkmal hochladen | Ehemaliges Herrenhaus des Rittergutes | Am Thossener Berg 1 (Karte) | 18. Jahrhundert | Stattliches Putzgebäude mit vortretendem Mittelbau, bauhistorische und ortshistorische Bedeutung. Dreiflügelanlage mit vortretendem Hauptbau, zwei Geschosse, mittlerer Giebel, Mansarddach (Schieferdeckung), einfache Putzfassade. Original: Treppenaufgang im Innern. | 09232218 |
| Direkt Bild zu diesem Denkmal hochladen | Häuslerhaus                           | Rodauer Straße 3 (Karte)    | 19. Jahrhundert | Kleines ländliches eingeschossiges Wohnhaus (mit Umschrot), sozialgeschichtliche und baugeschichtliche Bedeutung. Ziegel-Bruchsteinmauerwerk, Anbau später, Balkenköpfe, Umschrot Giebel verbrettert beziehungsweise Fachwerk sichtbar, Satteldach.                      | 09232219 |

## Ehemalige Denkmäler

### Ehemaliges Denkmal (Grobau)
| Bild                                    | Bezeichnung   | Lage                          | Datierung       | Beschreibung | ID       |
| --------------------------------------- | ------------- | ----------------------------- | --------------- | --- | -------- |
| Direkt Bild zu diesem Denkmal hochladen | Wohnstallhaus | Gutenfürster Straße 8 (Karte) | 19. Jahrhundert | Obergeschoss Fachwerk verputzt, unverändert erhaltener Baukörper in ortsbildprägender Straßenlage, baugeschichtlich von Bedeutung. Zwei Geschosse, Putzfassade (Bruchstein-Ziegel-Mauerwerk), Erdgeschoss Fenster mit leichtem Stichbogen. Original: Fenstergewände aus Holz, zum Teil alte Fenster, Holztraufe, Walmdach mit Schieferdeckung unverändert. Verlängerung durch Scheunenanbau, original erhaltenes Gebäude. 2013 abgerissen. | 09232188 |

### Ehemaliges Denkmal (Heinersgrün)
| Bild                                    | Bezeichnung                     | Lage                      | Datierung           | Beschreibung | ID       |
| --------------------------------------- | ------------------------------- | ------------------------- | ------------------- | --- | -------- |
| Direkt Bild zu diesem Denkmal hochladen | Wohnstallhaus eines Bauernhofes | An der Kapelle 60 (Karte) | Bezeichnet mit 1873 | Obergeschoss Fachwerk, ortsbildprägende Lage innerhalb des alten Dorfkernes, baugeschichtlich von Bedeutung. Zwei Geschosse, Erdgeschoss (Bruchsteinmauerwerk) verputzt, Fensteröffnungen später verändert, Obergeschoss Fachwerk mit Ziegelausfachung, Giebel verschiefert, unverändertes Satteldach mit altdeutscher Schieferdeckung. 2013 abgerissen. | 09232139 |

### Ehemaliges Denkmal (Kürbitz)
| Bild                                    | Bezeichnung    | Lage                    | Datierung | Beschreibung | ID       |
| --------------------------------------- | -------------- | ----------------------- | --------- | --- | -------- |
| Direkt Bild zu diesem Denkmal hochladen | Doppelwohnhaus | Querstraße 3, 5 (Karte) | Um 1907   | Historisierende Klinker-Fassade, baugeschichtliche Relevanz. Eingeschossig mit Keller und Drempel, Bruchsteinsockel, Klinkerfassade, Fenstergewände Kunststein, Zierbogen aus Klinker-Putz, farbig glasiertes Ziegelband, drei Satteldachgaupen, Satteldach. Zwischen 2020 und 2024 aus der Denkmalliste gestrichen. | 09232237 |

## Tabellenlegende
- Bild: Bild des Kulturdenkmals, ggf. zusätzlich mit einem Link zu weiteren Fotos des Kulturdenkmals im Medienarchiv Wikimedia Commons. Wenn man auf das Kamerasymbol klickt, können Fotos zu Kulturdenkmalen aus dieser Liste hochgeladen werden:
- Bezeichnung: Denkmalgeschützte Objekte und ggf. Bauwerksname des Kulturdenkmals
- Lage: Straßenname und Hausnummer oder Flurstücknummer des Kulturdenkmals. Die Grundsortierung der Liste erfolgt nach dieser Adresse. Der Link (Karte) führt zu verschiedenen Kartendiensten mit der Position des Kulturdenkmals. Fehlt dieser Link, wurden die Koordinaten noch nicht eingetragen. Sind diese bekannt, können sie über ein Tool mit einer Kartenansicht einfach nachgetragen werden. In dieser Kartenansicht sind Kulturdenkmale ohne Koordinaten mit einem roten bzw. orangen Marker dargestellt und können durch Verschieben auf die richtige Position in der Karte mit Koordinaten versehen werden. Kulturdenkmale ohne Bild sind an einem blauen bzw. roten Marker erkennbar.
- Datierung: Baubeginn, Fertigstellung, Datum der Erstnennung oder grobe zeitliche Einordnung entsprechend des Eintrags in der sächsischen Denkmaldatenbank
- Beschreibung: Kurzcharakteristik des Kulturdenkmals entsprechend des Eintrags in der sächsischen Denkmaldatenbank, ggf. ergänzt durch die dort nur selten veröffentlichten Erfassungstexte oder zusätzliche Informationen
- ID: Vom Landesamt für Denkmalpflege Sachsen vergebene, das Kulturdenkmal eindeutig identifizierende Objekt-Nummer. Der Link führt zum PDF-Denkmaldokument des Landesamtes für Denkmalpflege Sachsen. Bei ehemaligen Kulturdenkmalen können die Objektnummern unbekannt sein und deshalb fehlen bzw. die Links von aus der Datenbank entfernten Objektnummern ins Leere führen. Ein ggf. vorhandenes Icon  führt zu den Angaben des Kulturdenkmals bei Wikidata.